# Estilo Liberty

Il Sonno de O. Andreini, página del álbum anual Novissima (Milán, 1903).

El estilo Liberty (en italiano: stile Liberty /ˈstiːle ˈliːberti/) fue la variante italiana del Art Nouveau, que floreció aproximadamente entre 1890 y 1914. También se le conocía como stile floreale ("estilo floral"), arte nuova ("arte nuevo"), o stile moderno ("estilo moderno"). Tomó su nombre de Arthur Lasenby Liberty y de la tienda que este fundó en 1874 en Londres, Liberty Department Store, que se especializaba en importar adornos, textiles y objetos de arte de Japón y el Lejano Oriente.  Los principales diseñadores italianos que utilizaron este estilo incluyeron a Ernesto Basile, Ettore De Maria Bergler, Vittorio Ducrot, Carlo Bugatti, Raimondo D'Aronco, Eugenio Quarti y Galileo Chini.
El estilo Liberty fue especialmente popular en las grandes ciudades fuera de Roma, que estaban ansiosas por establecer una identidad cultural distinta, particularmente en Milán, Palermo y Turín, la ciudad donde se celebró la primera gran exposición de ese estilo en Italia en 1902. Esto marcó un evento importante y contó con obras de diseñadores italianos y otros diseñadores de Art Nouveau de toda Europa. 
El estilo Liberty, como otras versiones del Art Nouveau, tenía la ambición de convertir objetos cotidianos, como sillas y ventanas, en obras de arte. A diferencia del Art Nouveau francés y belga, basado principalmente en la naturaleza, el estilo Liberty estuvo más fuertemente influenciado por el barroco, con ornamentos y colores muy fastuosos, tanto en el interior como en el exterior.  El poeta y crítico italiano Gabriele d'Annunzio escribió en 1889, cuando el estilo apenas comenzaba a desarrollarse, "el genial libertinaje sensual de la sensibilidad barroca es una de las variantes determinantes del Art Nouveau italiano". 
El estilo Liberty se considera una rama occidental del movimiento Arts and Crafts británico del siglo XIX,  que fue una respuesta contra la mecanización y deshumanización del proceso artístico.

## Palermo a finales delsigloXIX
Los primeros ejemplos del estilo Liberty en Italia se encuentran en Palermo, en particular en la  Villa Favaloro,  y en el gran edificio del Teatro Massimo y en su plaza con quioscos de este estilo que datan de finales del siglo XIX. En particular, dos arquitectos fueron los primeros representantes de este nuevo estilo: Giovan Battista Filippo Basile y su hijo Ernesto Basile. 

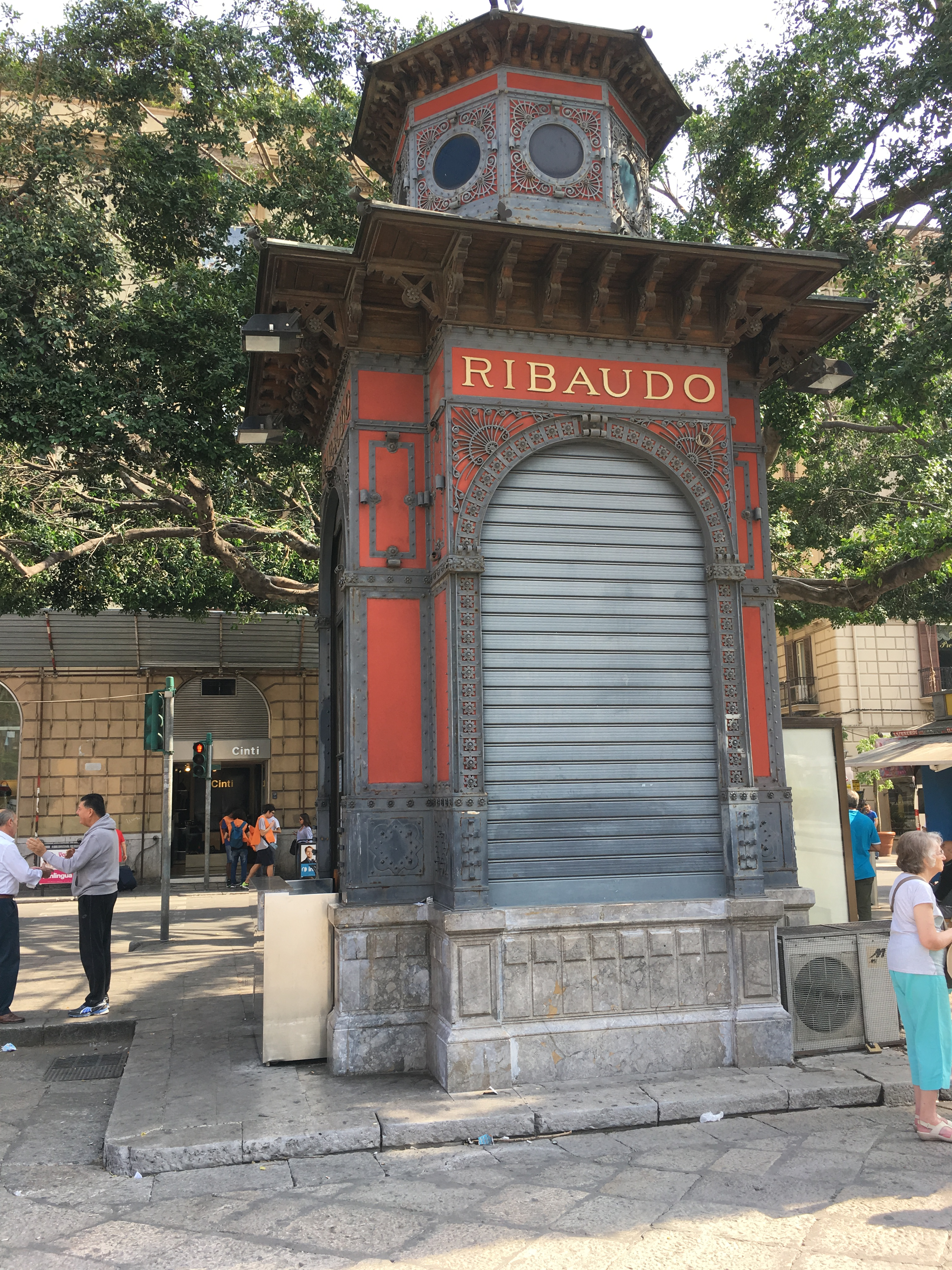
El quiosco Liberty, que data de principios del siglo XX, está ubicado en Piazza Verdi, frente al Teatro Massimo de Palermo.
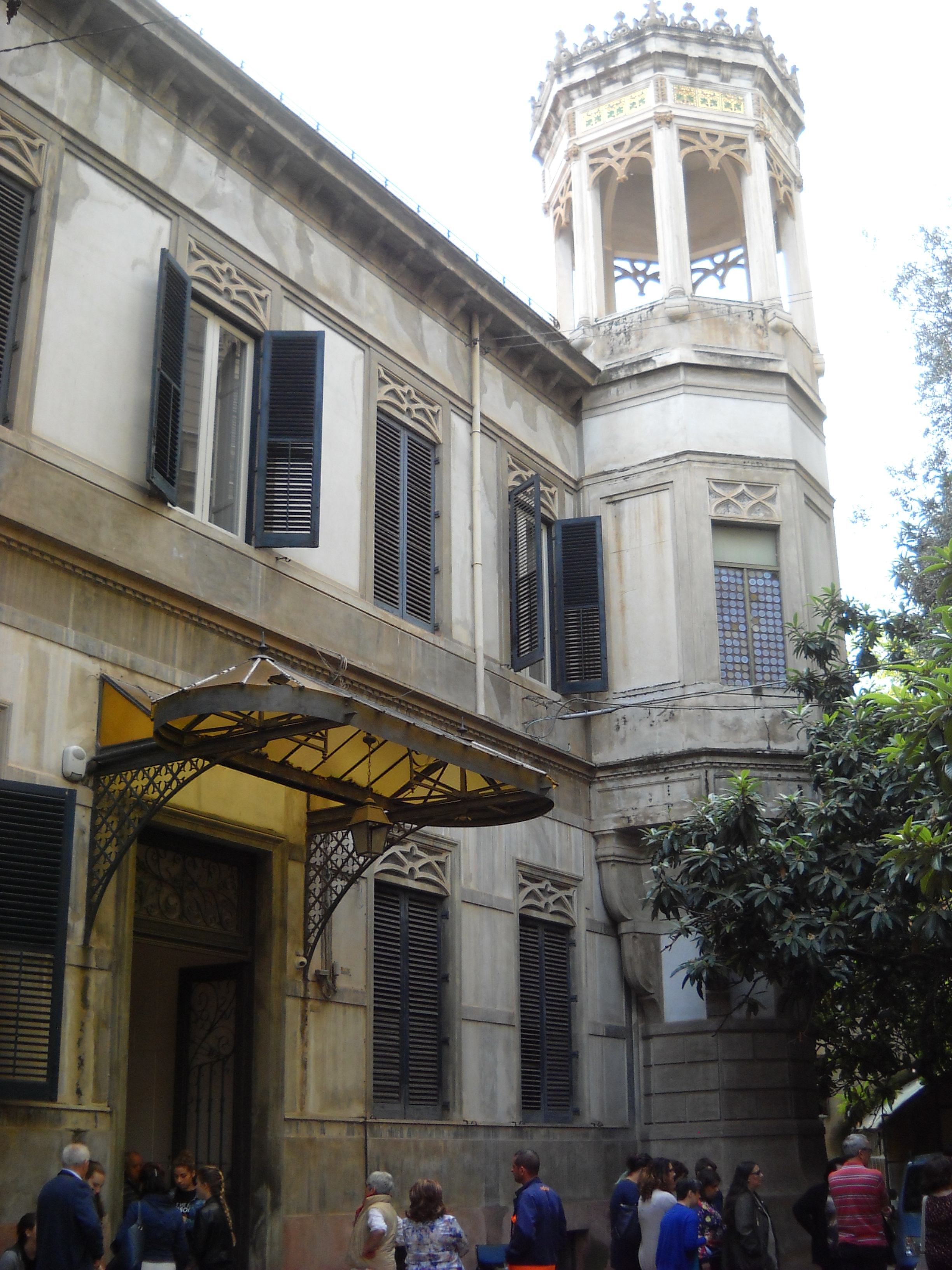
La Villa Favaloro fue construida en 1889 en estilo Liberty por Giovan Battista Filippo Basile en Palermo
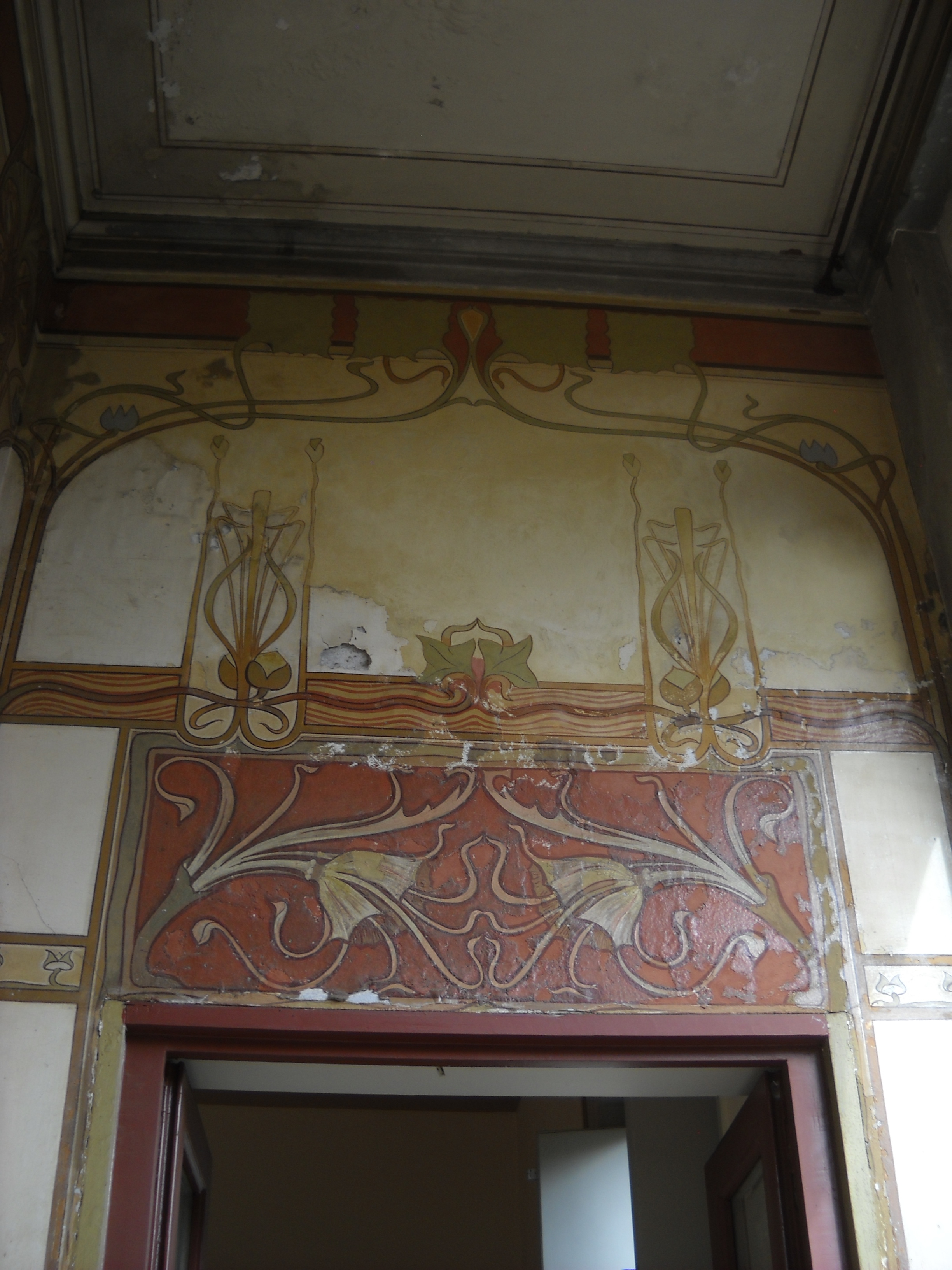
Villino Favaloro, decoración de la puerta de entrada a la logia.

## La Exposición de Turín de 1902
La Exposición de Turín de 1902, titulada formalmente Torino 1902: Le Arti Decorative Internazionali Del Nuovo Secolo, fue el evento emblemático del estilo. Incluía diseñadores de Estados Unidos, Bélgica, Dinamarca, Alemania, Inglaterra, Francia, Holanda, Noruega, Austria, Escocia, Suecia y Hungría. Entre los que expusieron sus obras se encontraba Victor Horta, el arquitecto y diseñador de muebles pionero del Art Nouveau de Bruselas. quienes exhibieron habitaciones con juegos de muebles.

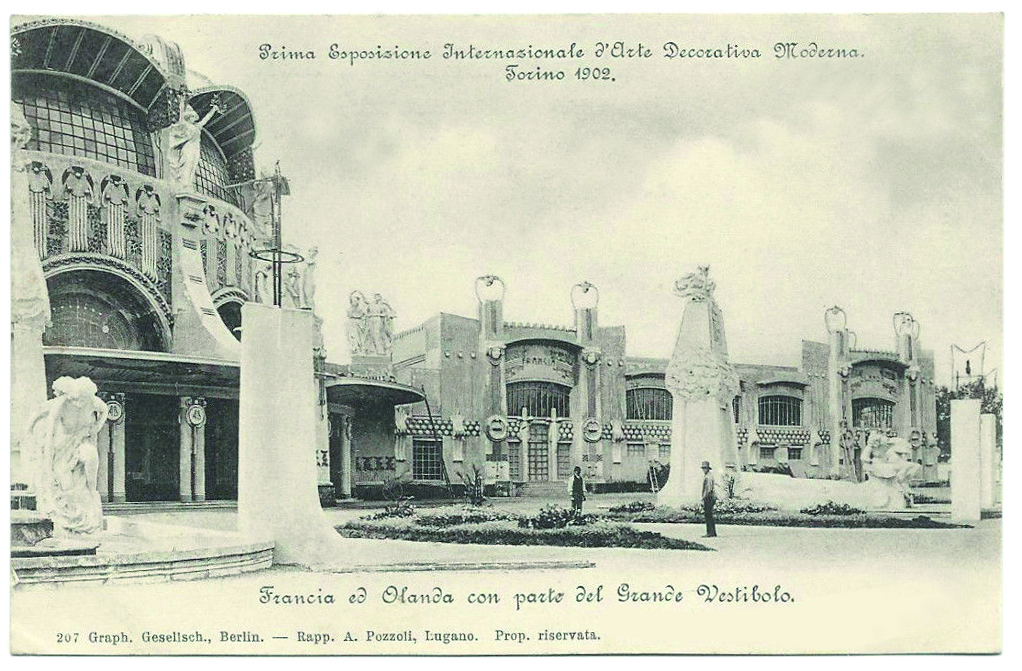
Postal de la Exposición de Turín de 1902
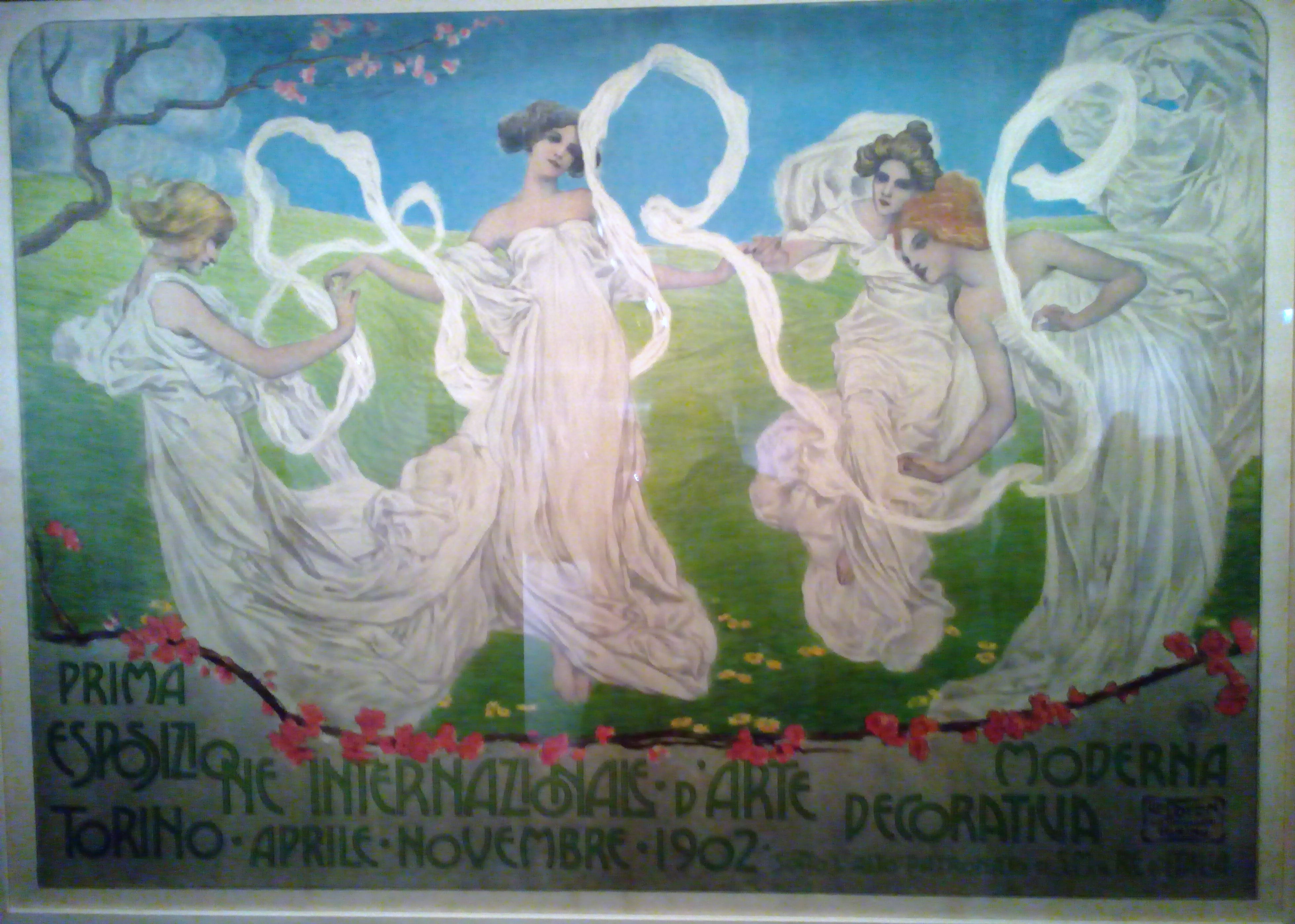
Cartel de la Exposición de Turín de 1902 de Leonardo Bistolfi (1902)
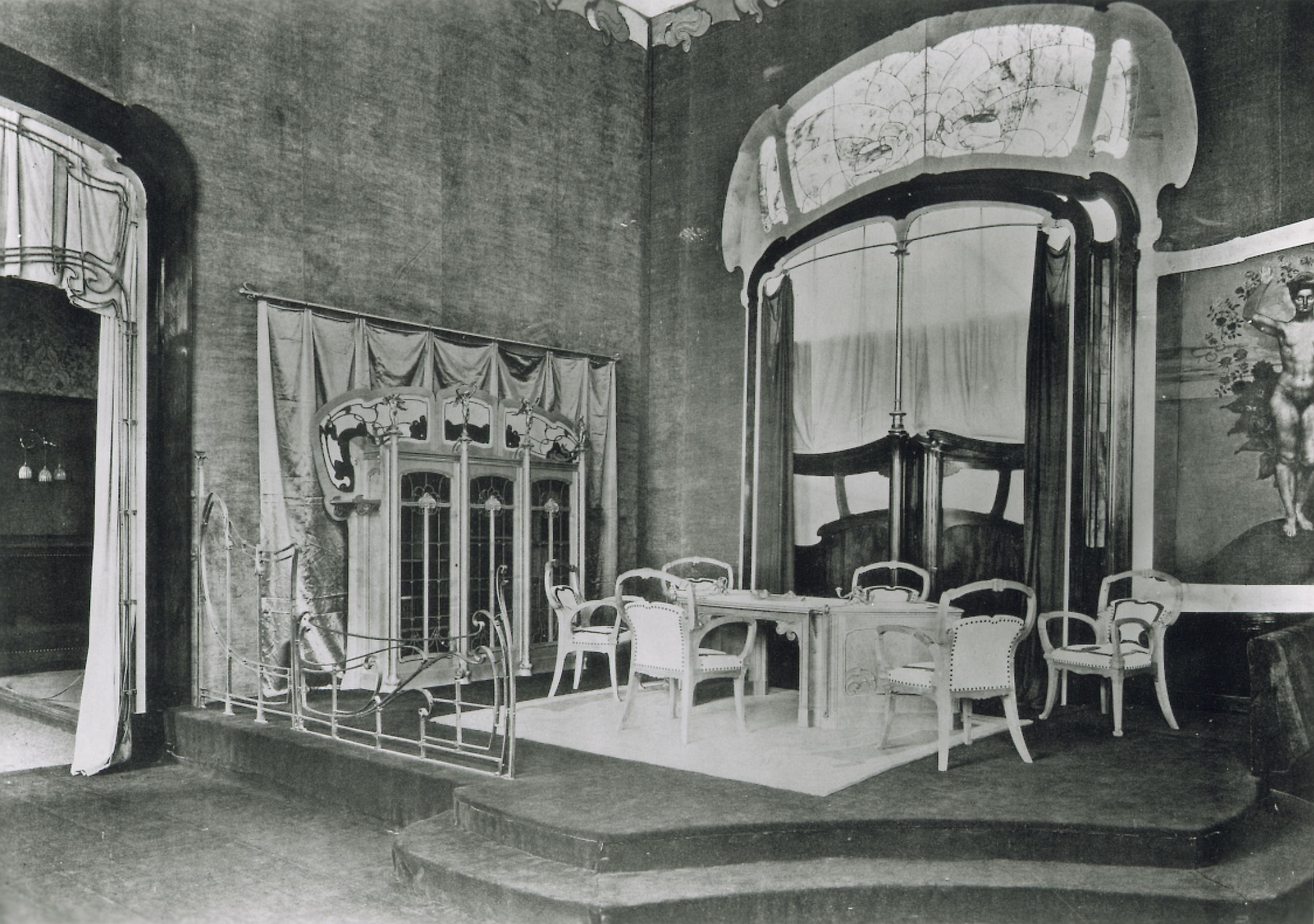
Muebles Art Nouveau de Víctor Horta expuestos en la Exposición de Turín (1902)

## Mobiliario y diseño de interiores
El estilo Liberty en diseño de interiores y mobiliario tuvo tres tendencias distintas. La primera fue muy floral y escultórica, siguiendo el modelo de Inglaterra y Francia. Los principales diseñadores de este estilo fueron Vittorio Valebrega y Agostino Lauro, y en particular el fabricante de muebles Valabrega, que realizó obras en serie. Una segunda tendencia fue más discreta y similar a los diseños del movimiento británico Arts and Crafts, con formas lineales, sencillez y calidad artesanal. Los principales diseñadores de esta escuela fueron Ernesto Basile y Giacomo Cometti. 
La tercera tendencia apuntaba a formas mucho más originales y exóticas, a menudo derivadas de los estilos del norte de África y Oriente Medio. Uno de los diseñadores más influyentes en este estilo fue Carlo Bugatti, miembro de una gran familia de artistas y padre de Ettore Bugatti, el diseñador de automóviles. Sus obras alcanzaron atención internacional por primera vez en la Exposición de Turín de 1902. Sus muebles eran completamente originales y tenían poca o ninguna referencia a otras versiones europeas del Art Nouveau. Utilizó una gama muy amplia de materiales en sus obras, incluido marfil y maderas raras. Le gustaba especialmente la forma de ojo de cerradura. Su silla cobra, inspirada en las sillas de los jefes tribales africanos, estaba hecha de maderas tropicales, pergamino pintado y cobre martillado. 
La teoría de Bugatti era que cualquier objeto, sin importar cuál fuera su función, podía transformarse en una obra de arte. Un ejemplo inusual de la teoría de que cualquier cosa podría convertirse en una obra de arte es la estatua del elefante danzante realizada por Rembrandt Bugatti, el hijo de Carlo Bugatti, en 1908. En 1928, en una versión plateada, se transformó en una tapa de radiador para el automóvil Bugatti Royale. 
Otro diseñador notable de muebles de estilo Liberty fue Eugenio Quarti, que había ganado un premio en la Exposición Universal de París de 1900. Fue aprendiz en París y trabajó durante un tiempo en el estudio de Carlo Bugatti, pero pronto se alejó del exotismo de Bugatti y trabajó en un estilo más clásico. Utilizó maderas nobles tradicionales, como la caoba y el nogal, combinadas con incrustaciones de marfil, latón, vidrio y otros elementos modernos. 

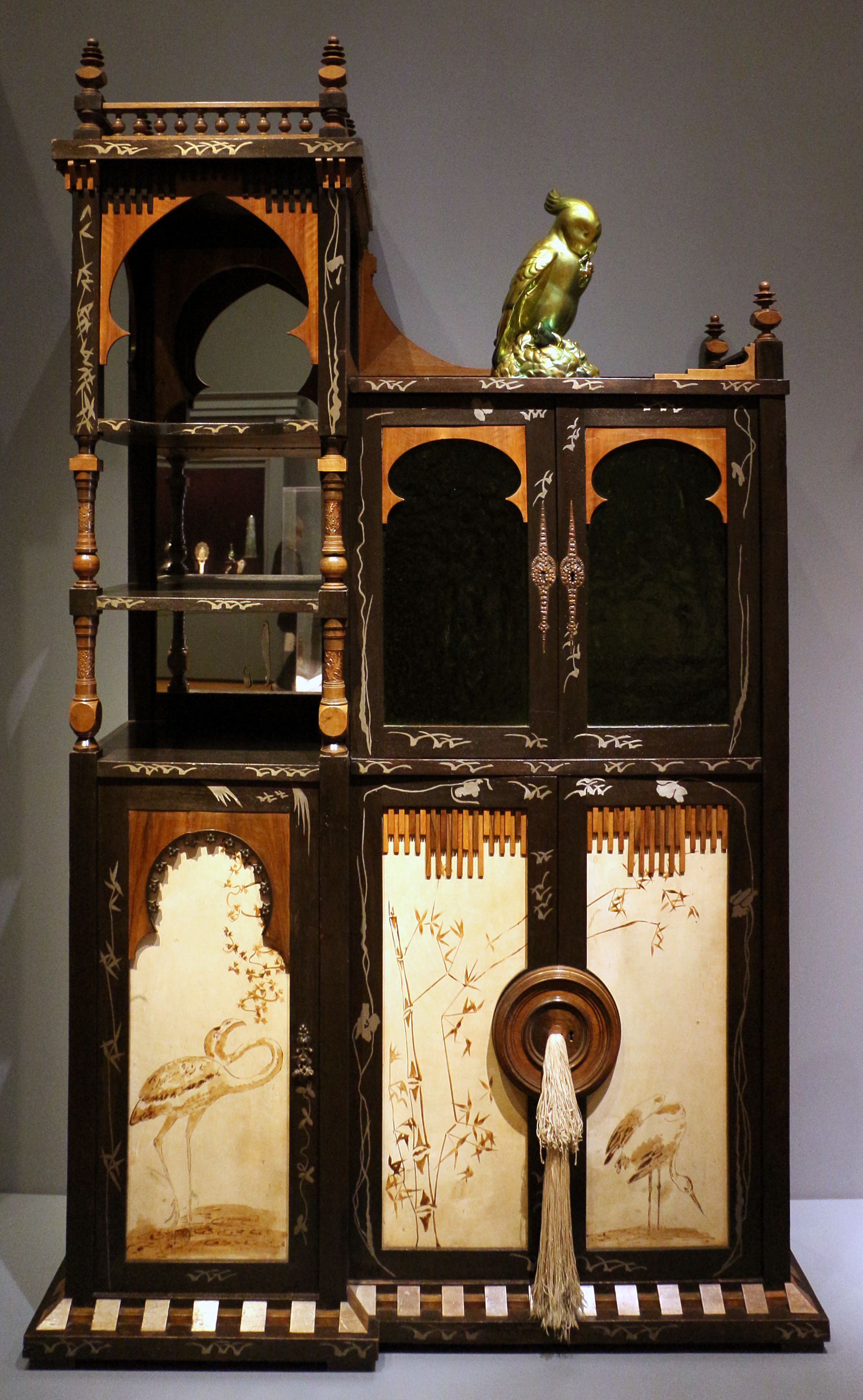
Armario de Carlos Bugatti(1895)
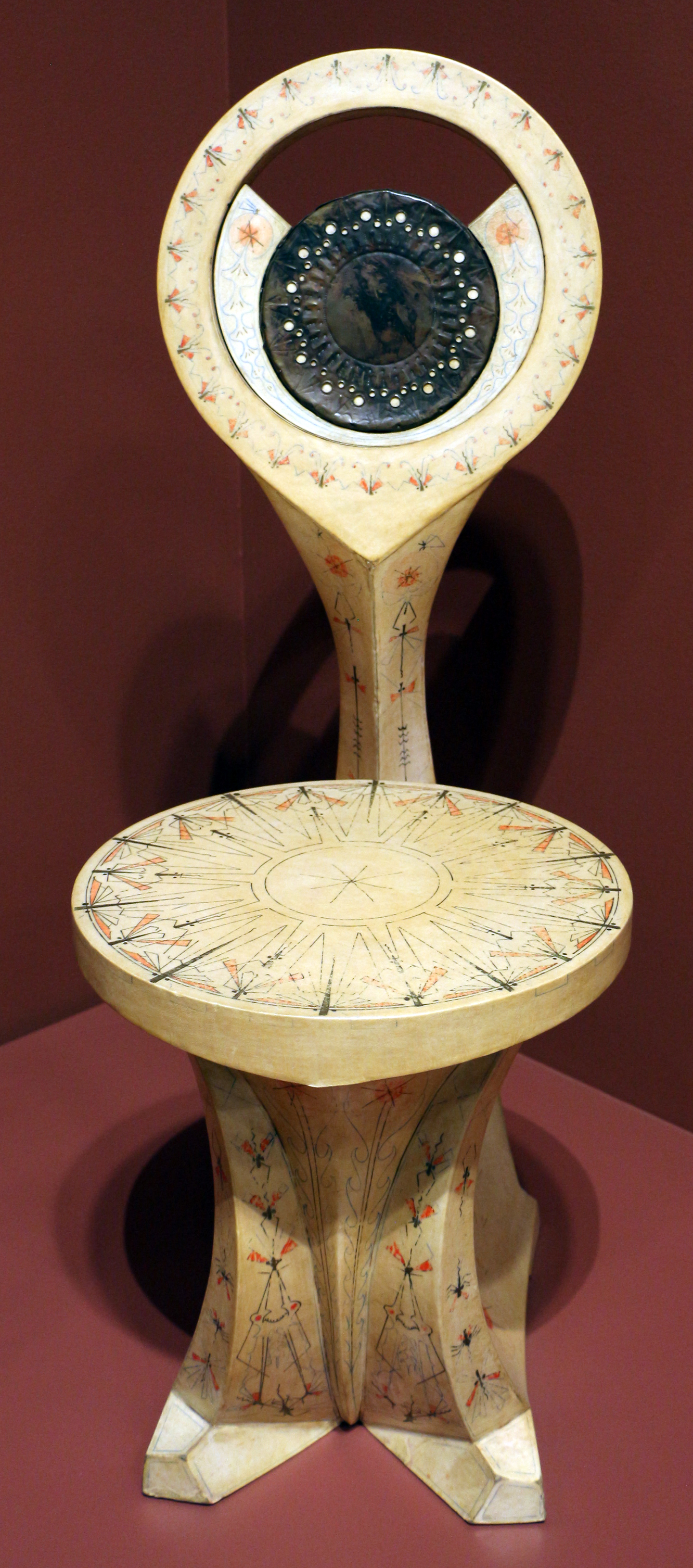
Silla Cobra de Carlos Bugatti (1902) (Museo de Orsay)
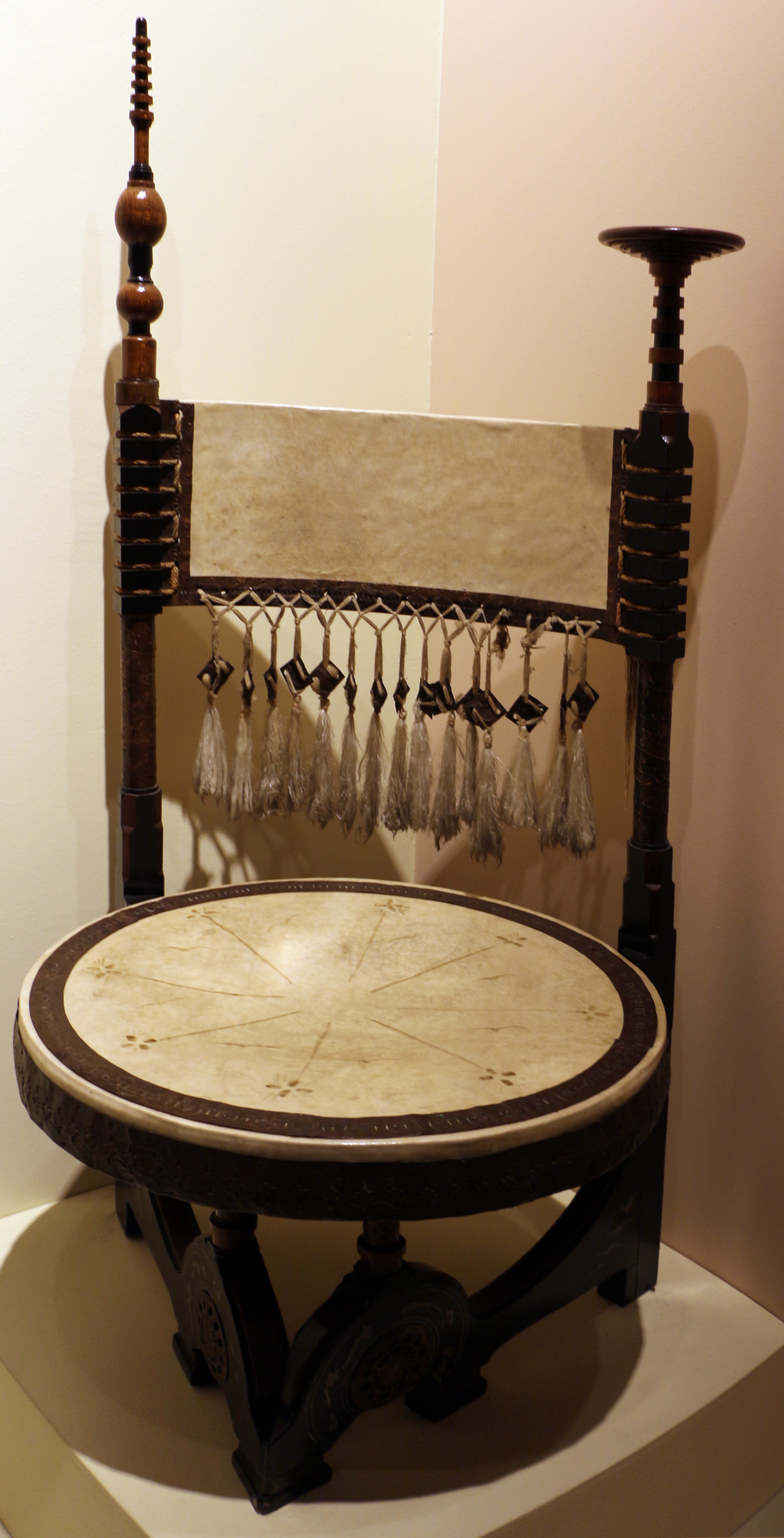
Silla circular de Carlos Bugatti (1902) (Museo del Mueble de Milán)
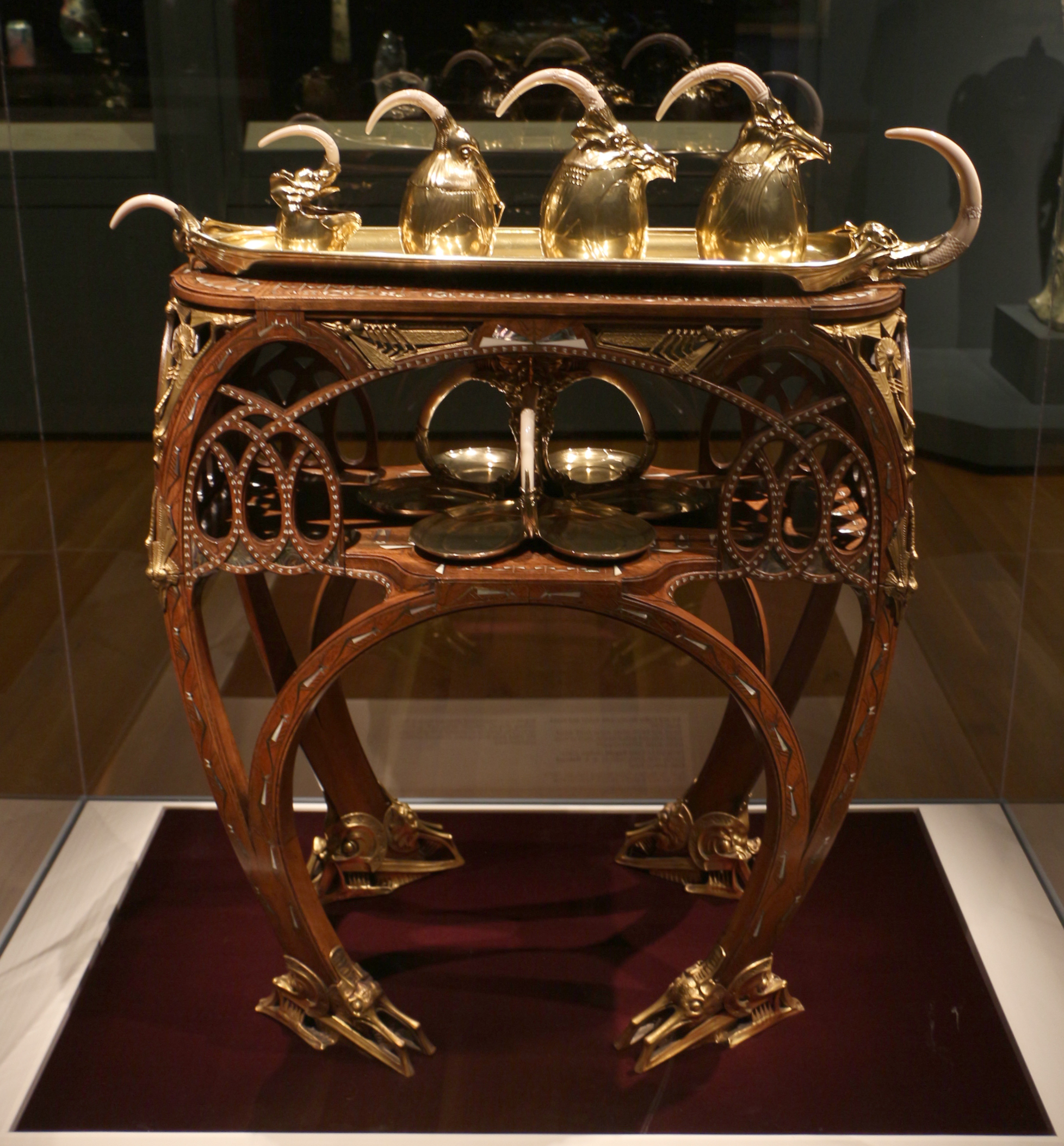
Mesa de servicio de café (1907) (Museo de Arte de Cleveland)
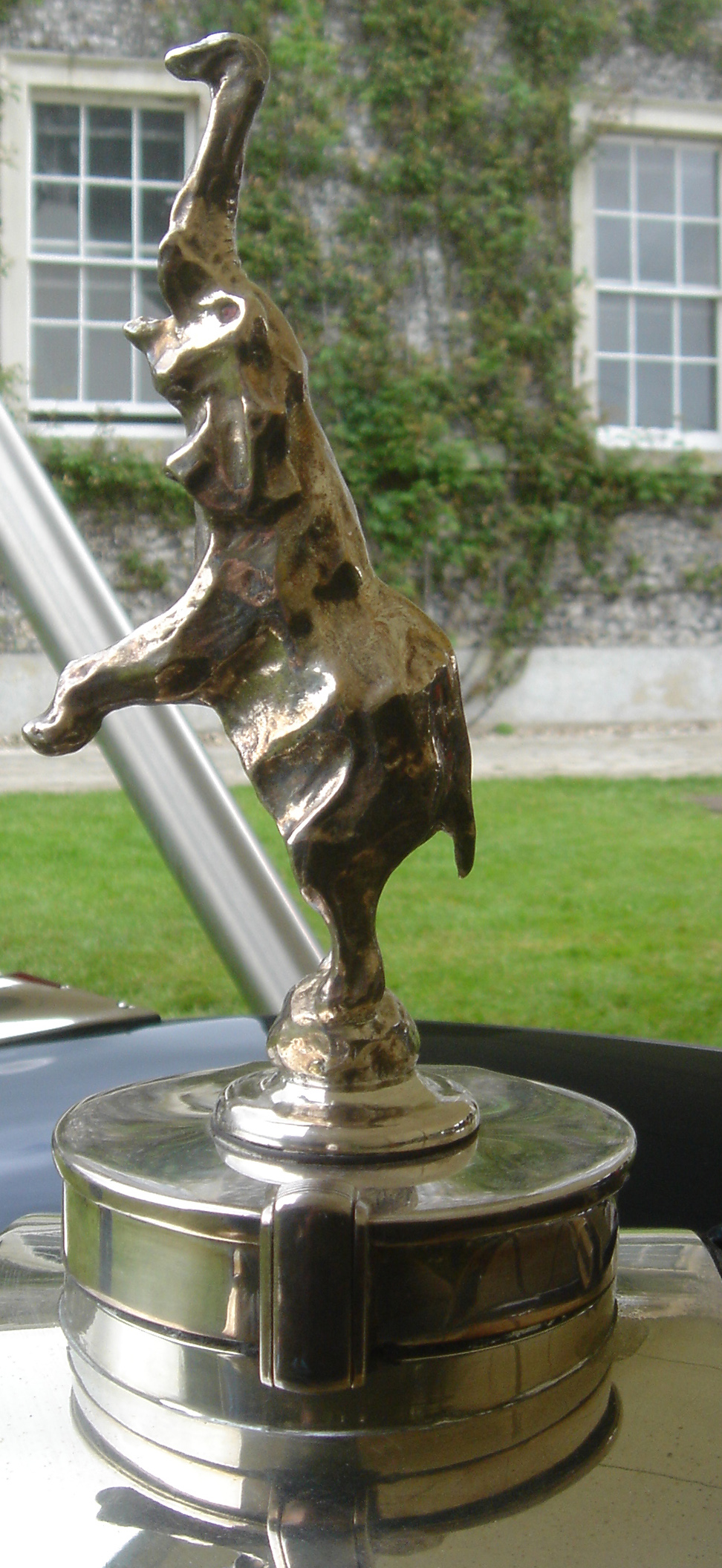
Tapa de radiador con elefante bailando deRembrandt Bugatti (1908-1928)
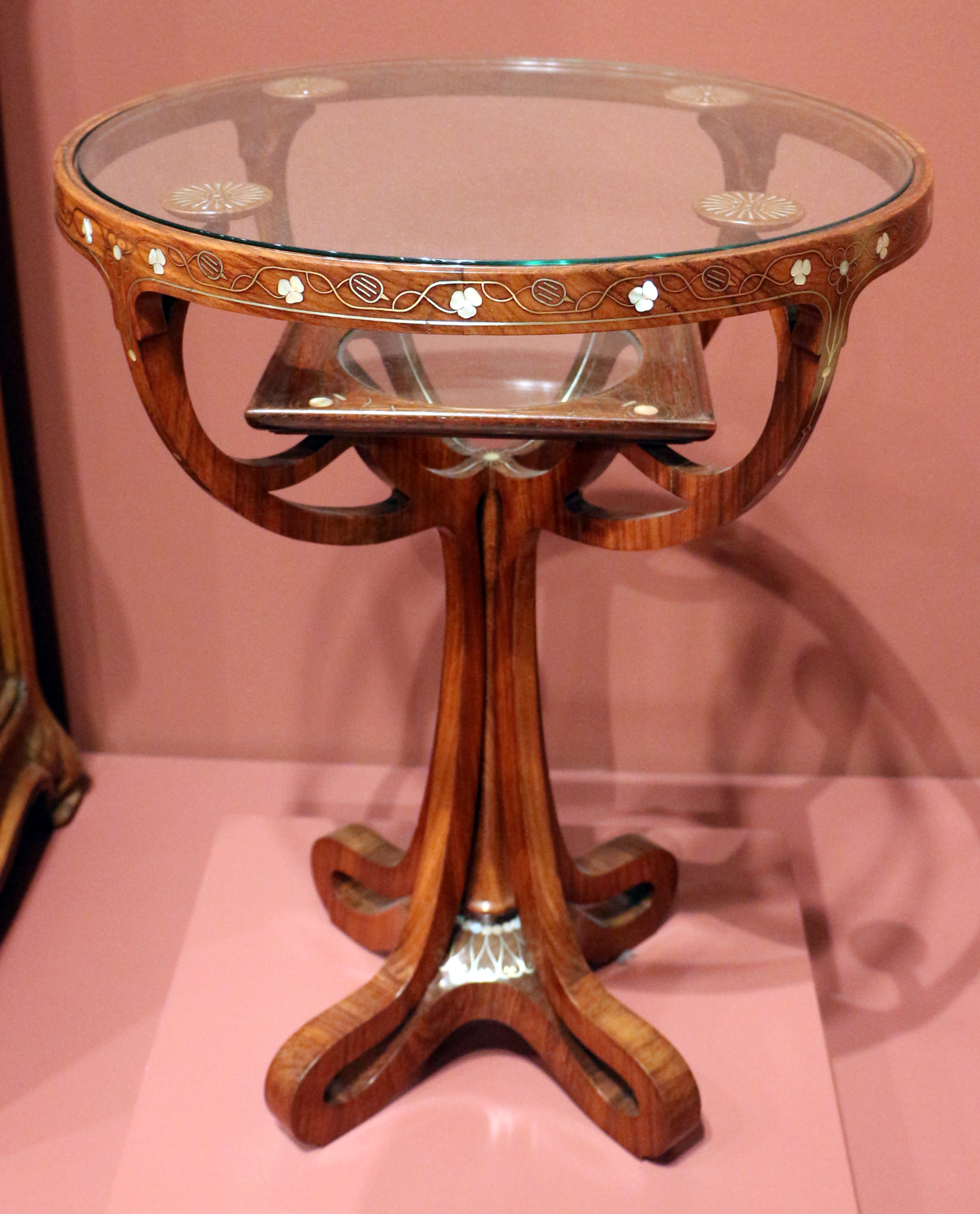
Mesa de Eugenio Quarti (1900)
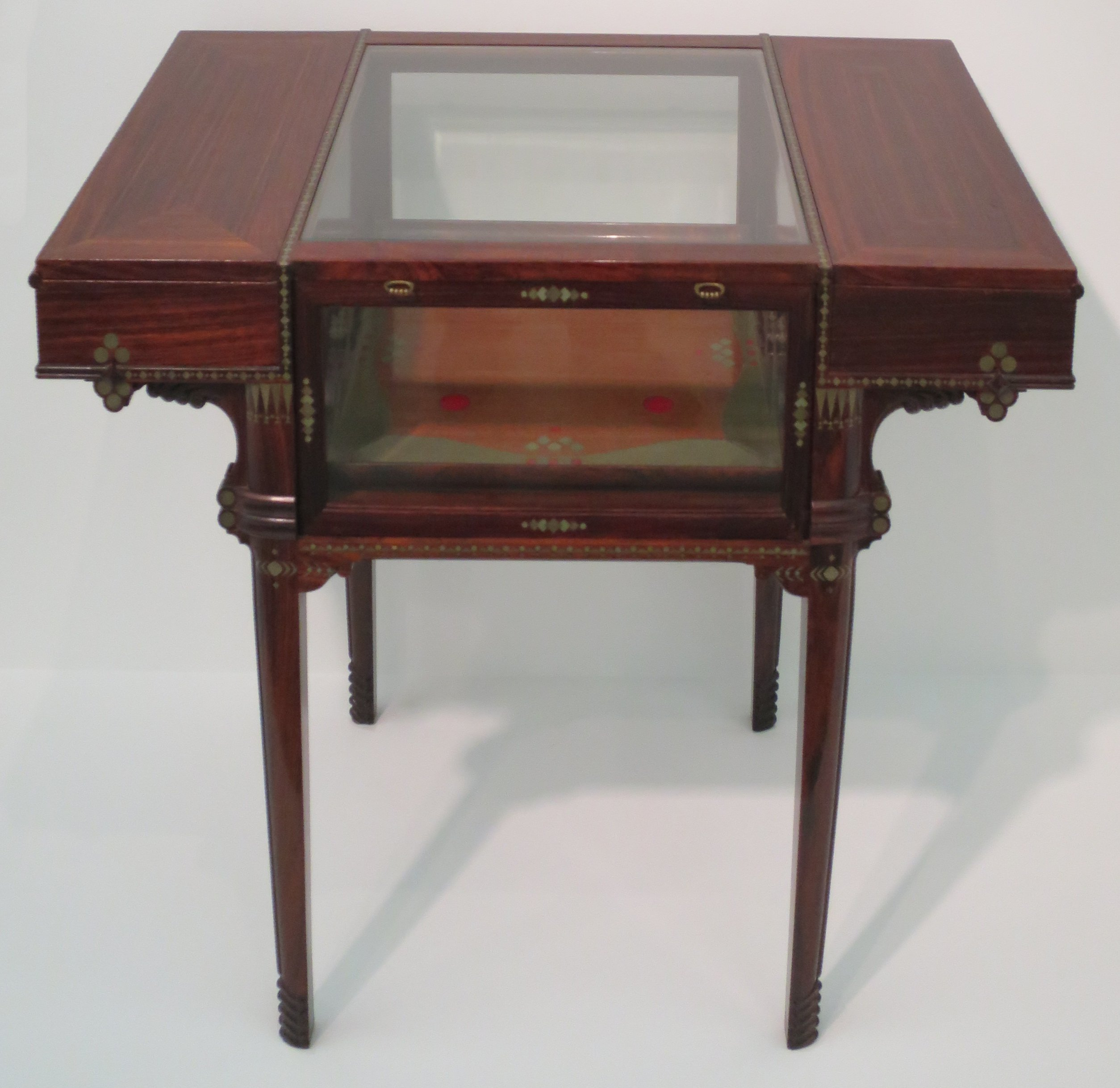
Mesa de museo o té de Eugenio Quarti (Museo Wolfsonian-FIU)

## Arquitectura
La arquitectura del estilo Liberty era más parecida al estilo barroco, con un fastuoso exceso de ornamentación externa. Pietro Fenoglio fue una de las primeras figuras de la arquitectura de estilo Liberty, con la Casa Fenoglio-Lafleur en Turín, que añadió elementos Art Nouveau a una fachada más tradicional.  En Palermo la figura principal fue Ernesto Basile, que utilizó formas curvas similares al Art Nouveau franco-belga combinadas con murales simbolistas, como en el Gran Hotel Villa Igiea (1899-1900).  Basile también combinó elementos de un castillo medieval con decoración Liberty para crear el Villino Florio en Palermo (1899-1902). 
Milán tenía un gran número de casas de estilo Liberty. Los arquitectos más destacados incluyeron a Giovanni Battista Bossi, cuya Casa Galimberti tenía una fachada llena de esculturas decorativas y murales. La decoración parecía haber sido derramada sobre el edificio. La escultura recuerda un poco la obra del pintor renacentista Giuseppe Archimboldo. 

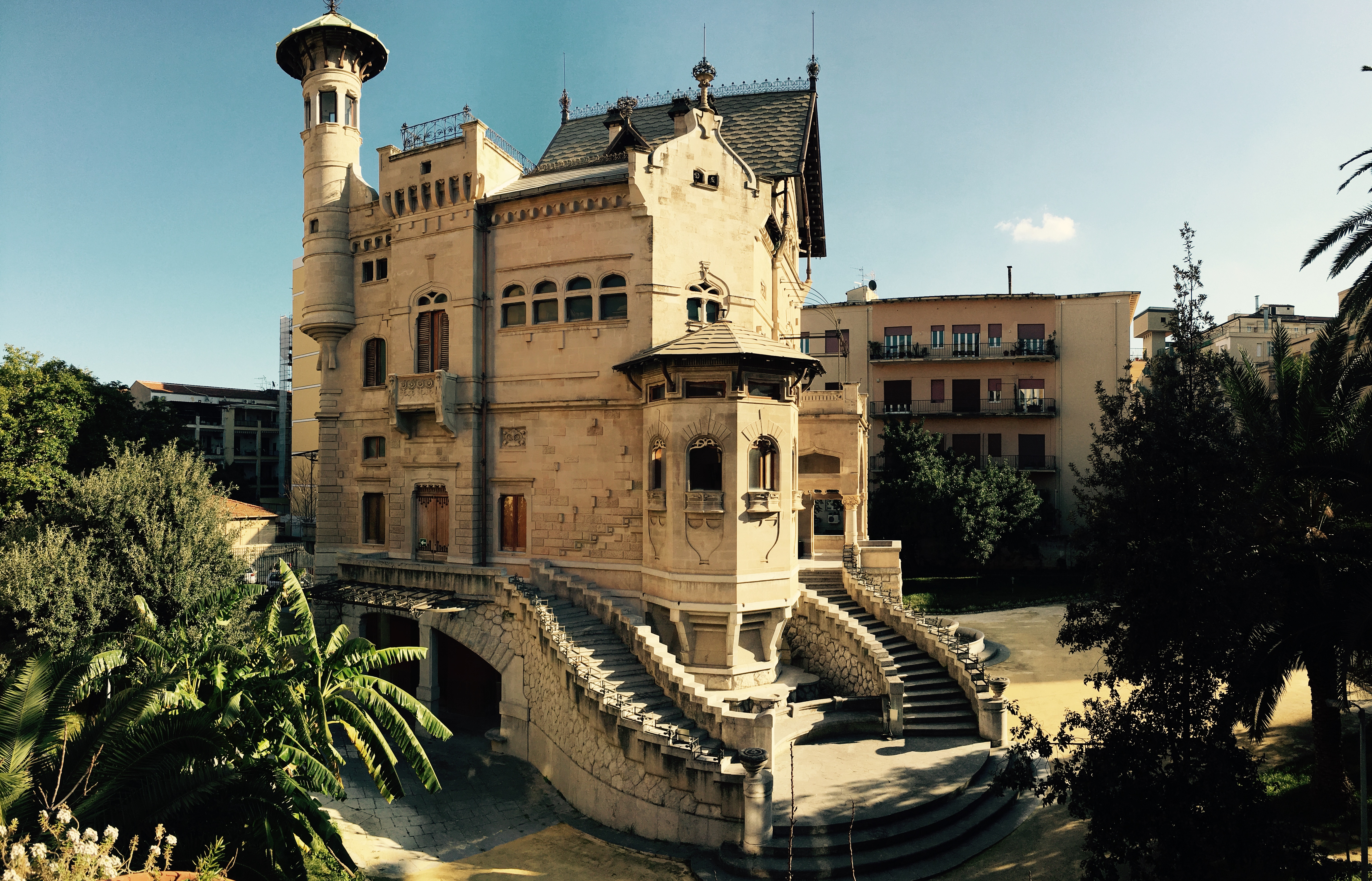
Villino Florio en Palermo de Ernesto Basilio (1899-1902)
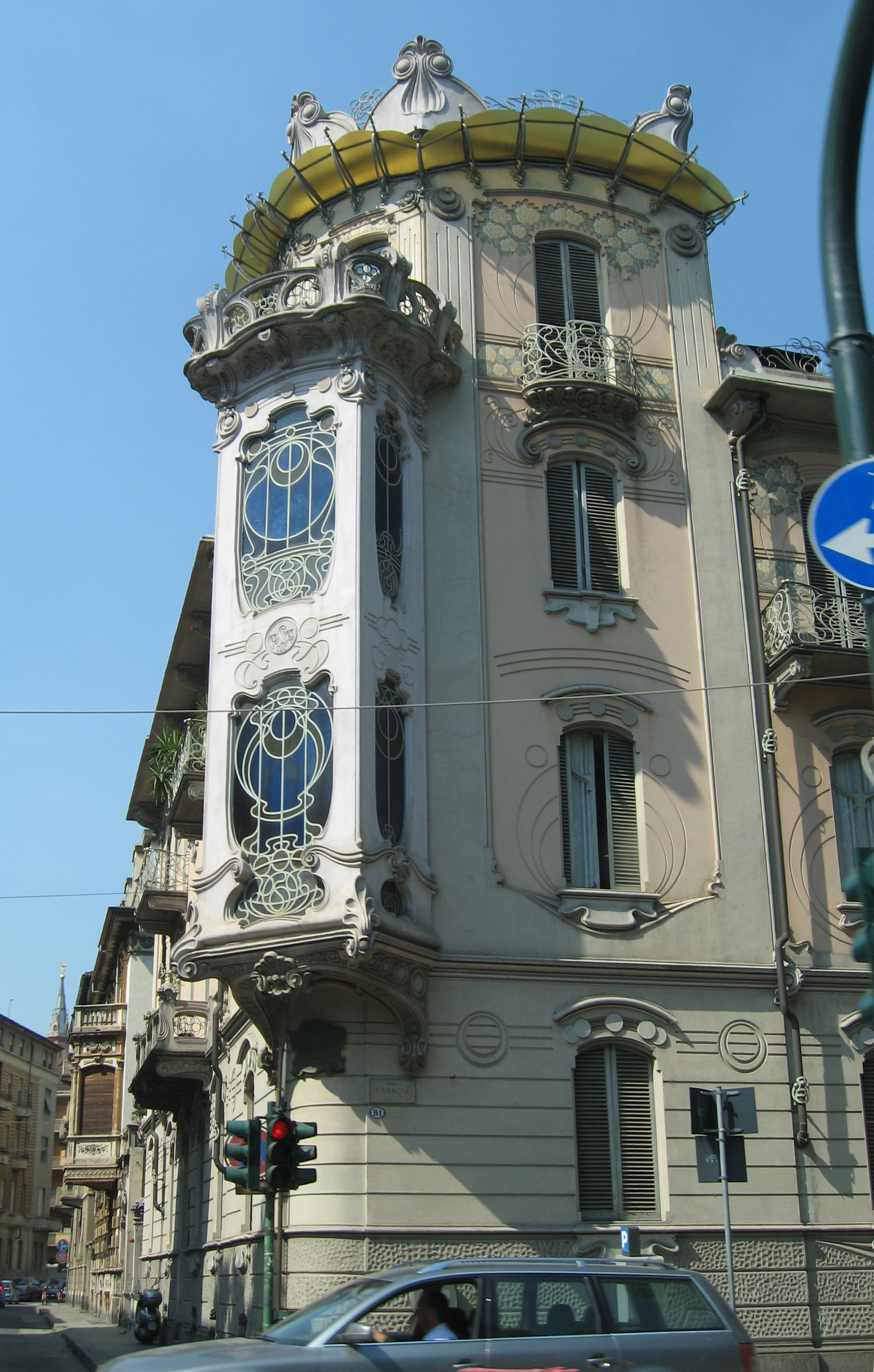
Casa Fenoglio-Lafleur de Pietro Fenoglio (alrededor de 1902)
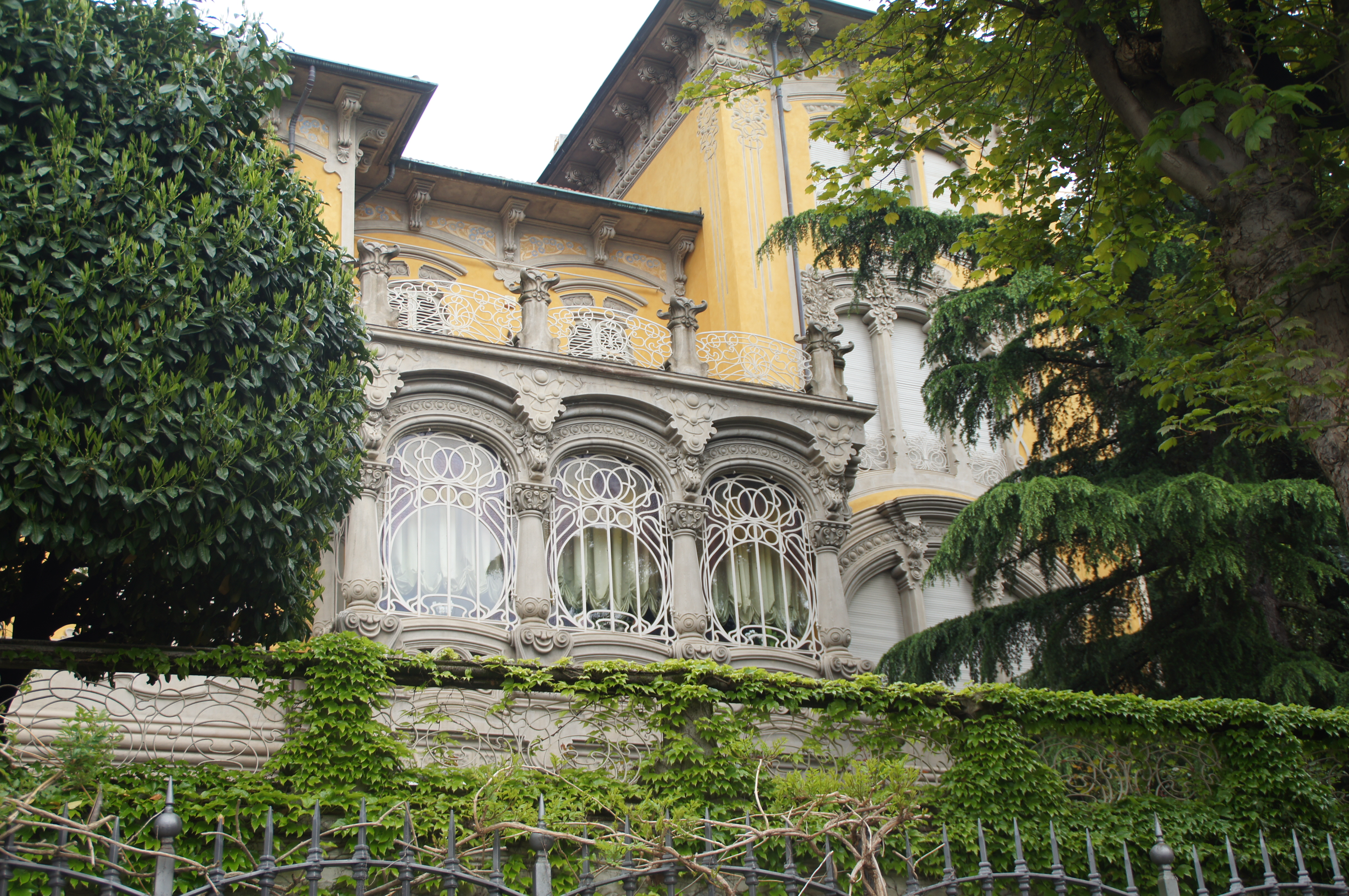
Villa Scott de Pietro Fenoglio
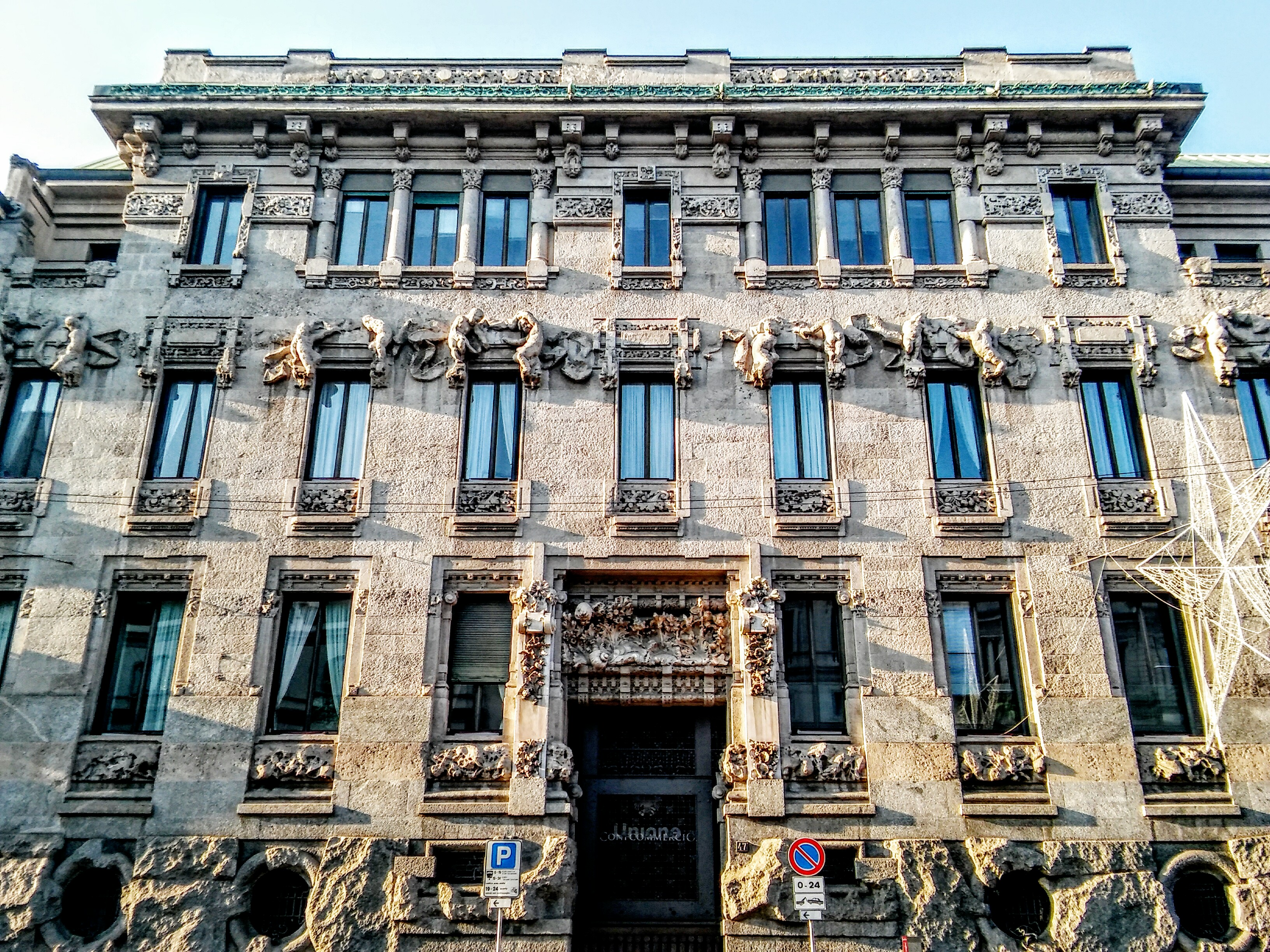
Palacio Castiglionide Milán por Giuseppe Sommaruga (1901-1903)
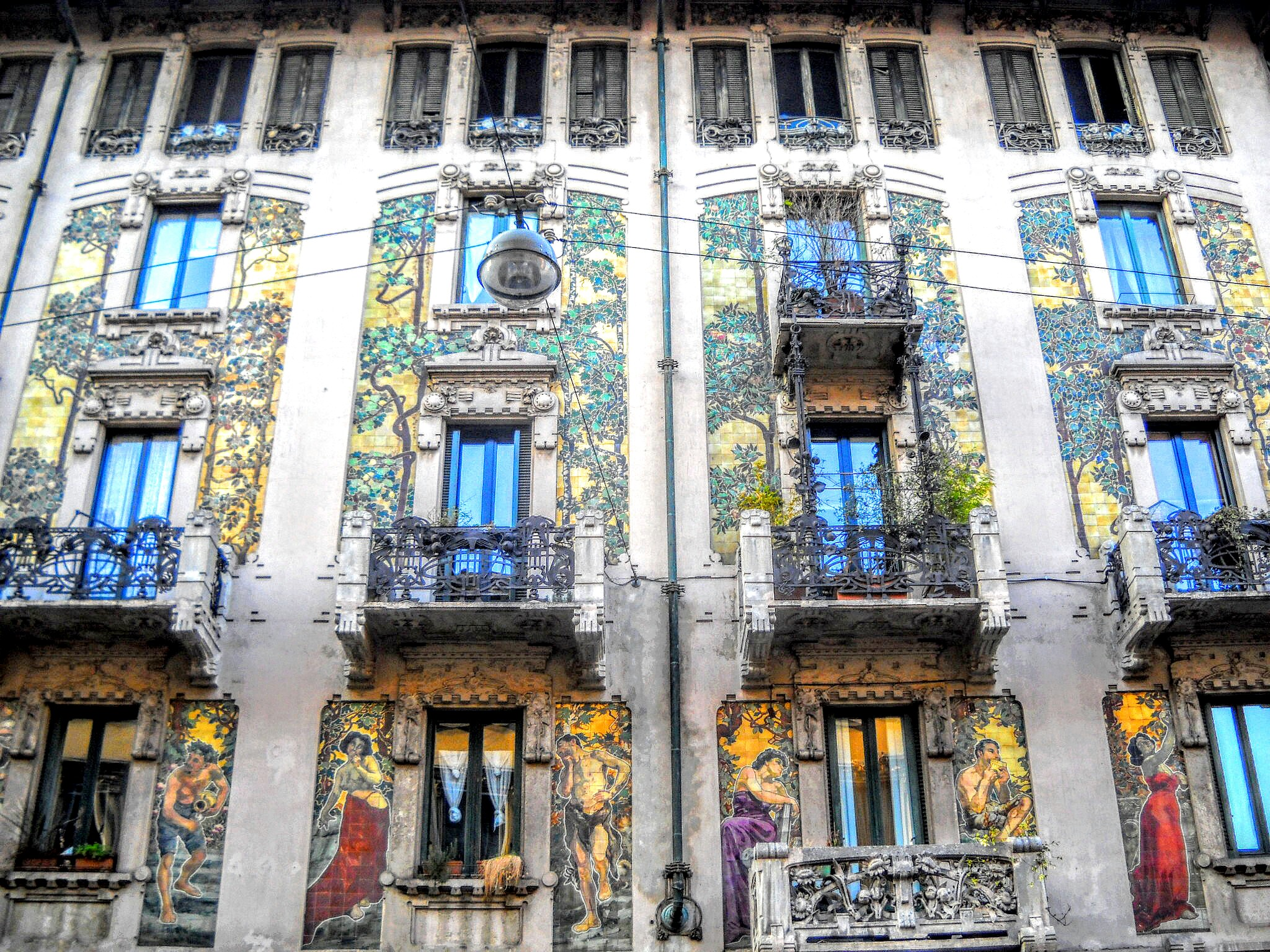
Casa Galimberti en Milán por Giovanni Battista Bossi (1903-1905)
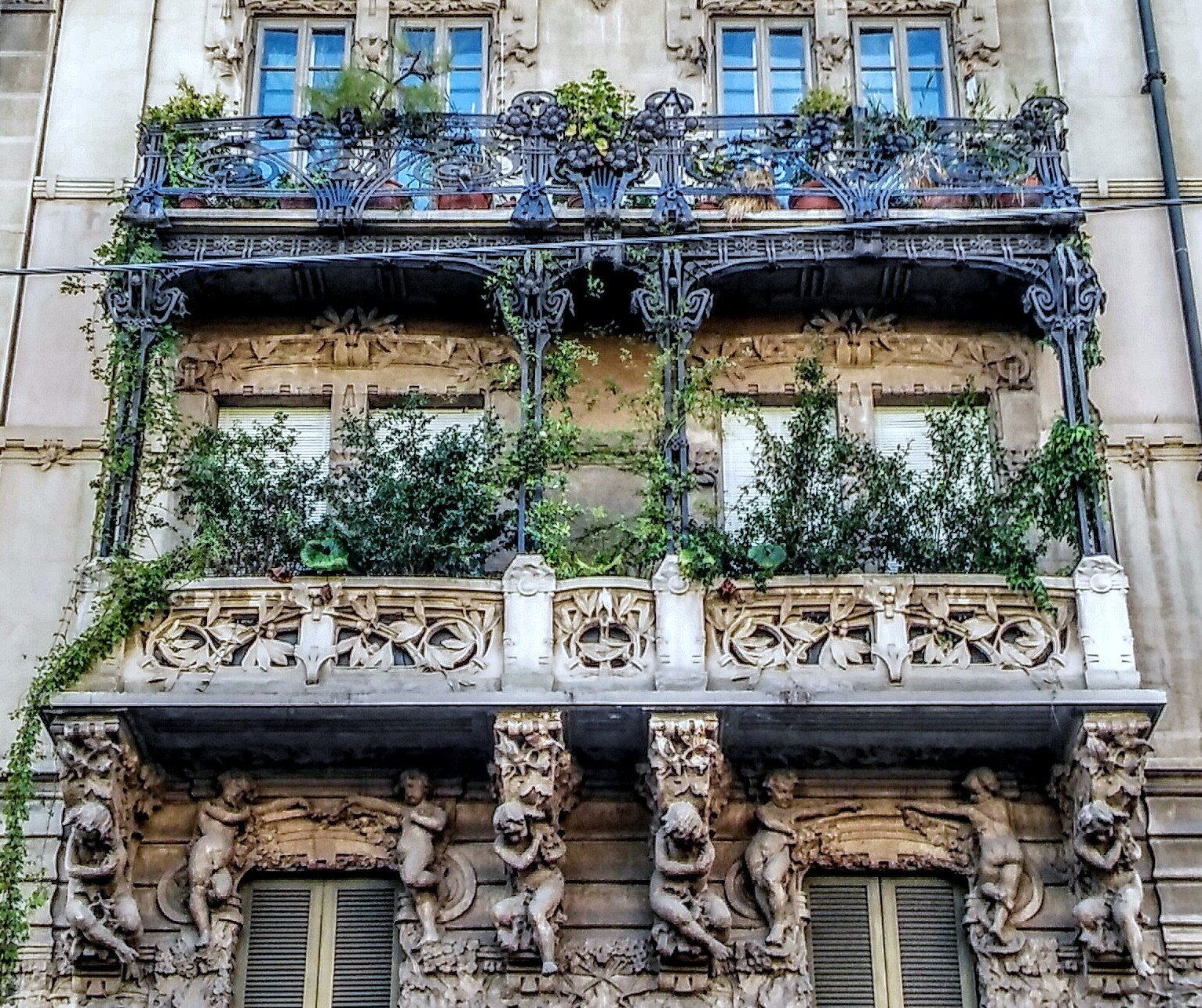
Casa Guazzonien Milán por Giovanni Battista Bossi (1904-1906)
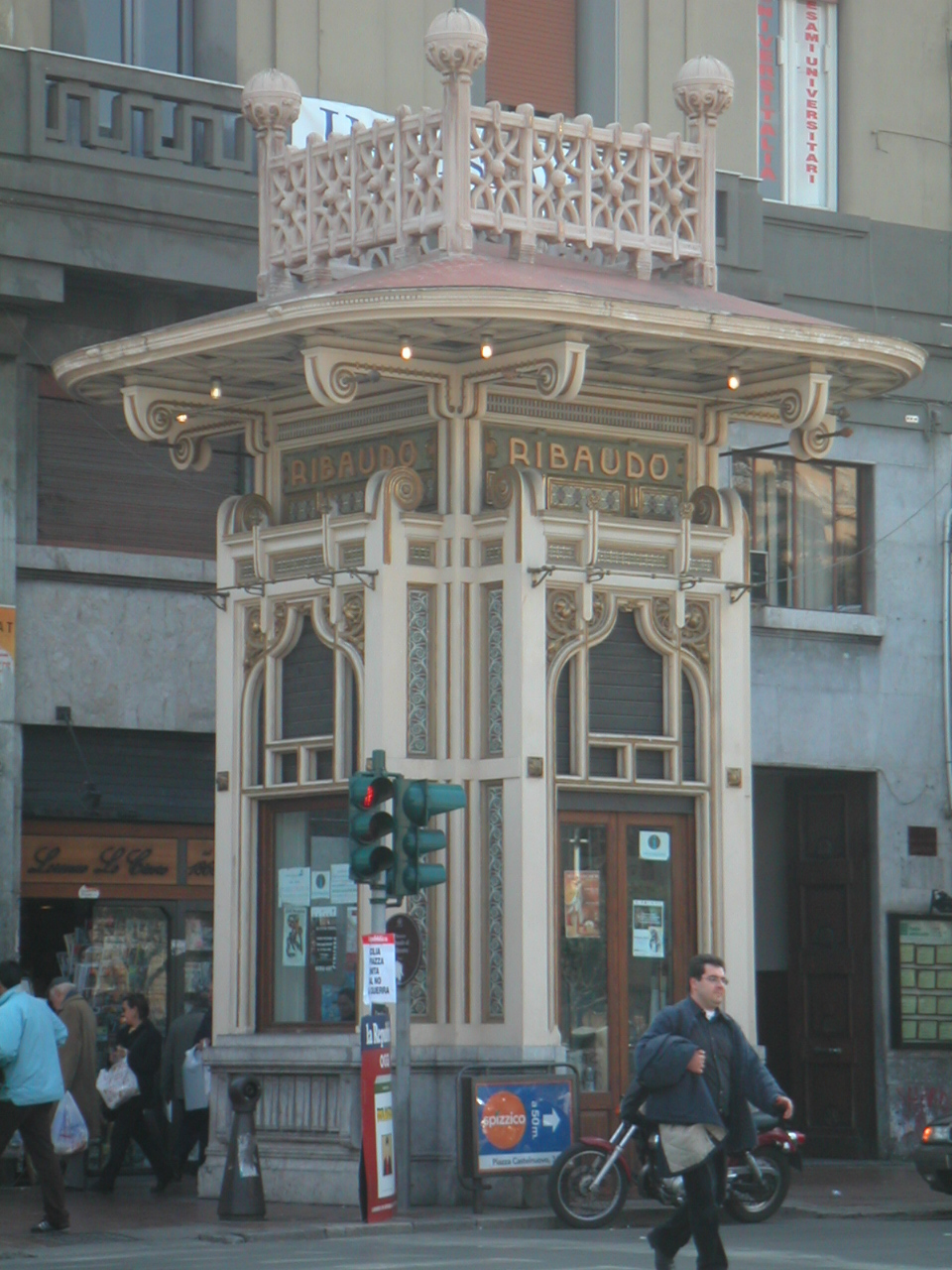
Quiosco en Palermo de Ernesto Basile

El estilo Liberty se desarrolló  también en Bolonia, donde se encuentran cerca de la puerta de Zaragoza las villas de Paolo Sironi, que datan del siglo XX.  Es posible encontrar otras realizaciones en Varese, Reggio Calabria, cuyo centro fue destruido por el terremoto de 1908, y fue reconstruido en parte en ese estilo, especialmente por Giuseppe Sommaruga. 
El estilo tuvo también una fase artística floreciente especialmente en Toscana, en pequeñas localidades con un fuerte desarrollo urbanístico en la primera mitad del XX, como las zonas residenciales y turísticas de Bagni di Lucca, Montecatini Terme y Viareggio. El caso de la ciudad de Grosseto es único, porque el estilo afectó principalmente al centro histórico medieval con edificios como el Palacio Tognetti (1910)  o el Palazzo del Genio Civile (1911). 
En la ciudad de Florencia, el arquitecto Giovanni Michelazzi diseñó varias casas entre ellas Villino Giulio Lampredi (1910); esta ciudad fue también la sede de editoriales abiertas a este nuevo movimiento gráfico, como Bemporad que publicaba Il giornalino della Domenica y Pilade Pollazzi que publicaba Scena illustrata. También se puede citar la Villa Ducloz-Dianola en Lucca. 

## Frescos
Un elemento distintivo del estilo Liberty fue el uso de frescos para la decoración interior y exterior. Un ejemplo se encuentra en Livorno en la decoración de las termas de Acque della Salute. Los frescos fueron pintados por Ernesto Bellandi (1842-1916). 
Los interiores pintados fueron una especialidad de Ernesto Basile de Palermo, arquitecto que dedicó especial atención a la fusión de la decoración arquitectónica en los interiores. Creó una serie de villas alrededor de Palermo entre 1899 y 1901.  
La decoración interior en estilo Liberty continuó en Italia durante más tiempo que en otras partes de Europa. Un ejemplo es la decoración de interiores de Galileo Chini sobre temas de otoño y primavera, pintada en 1922 para Terme Berzieri en Salsomaggiore. 

Salón del Gran Hotel Villa Igiea de Palermo Ernesto Basilio(1899-1900), con murales simbolistas
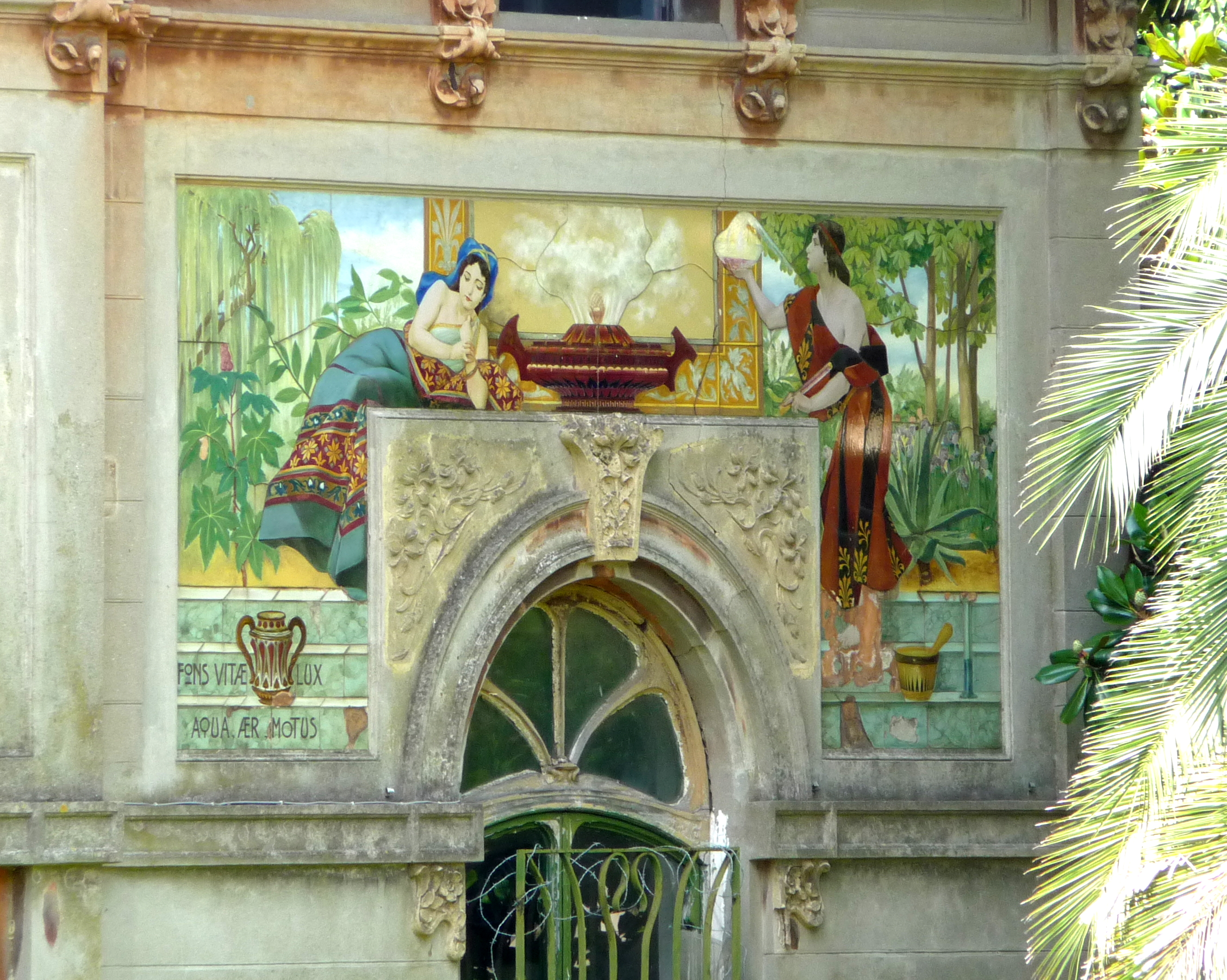
Frescos en los baños termales de Livorno por Ernesto Bellandi
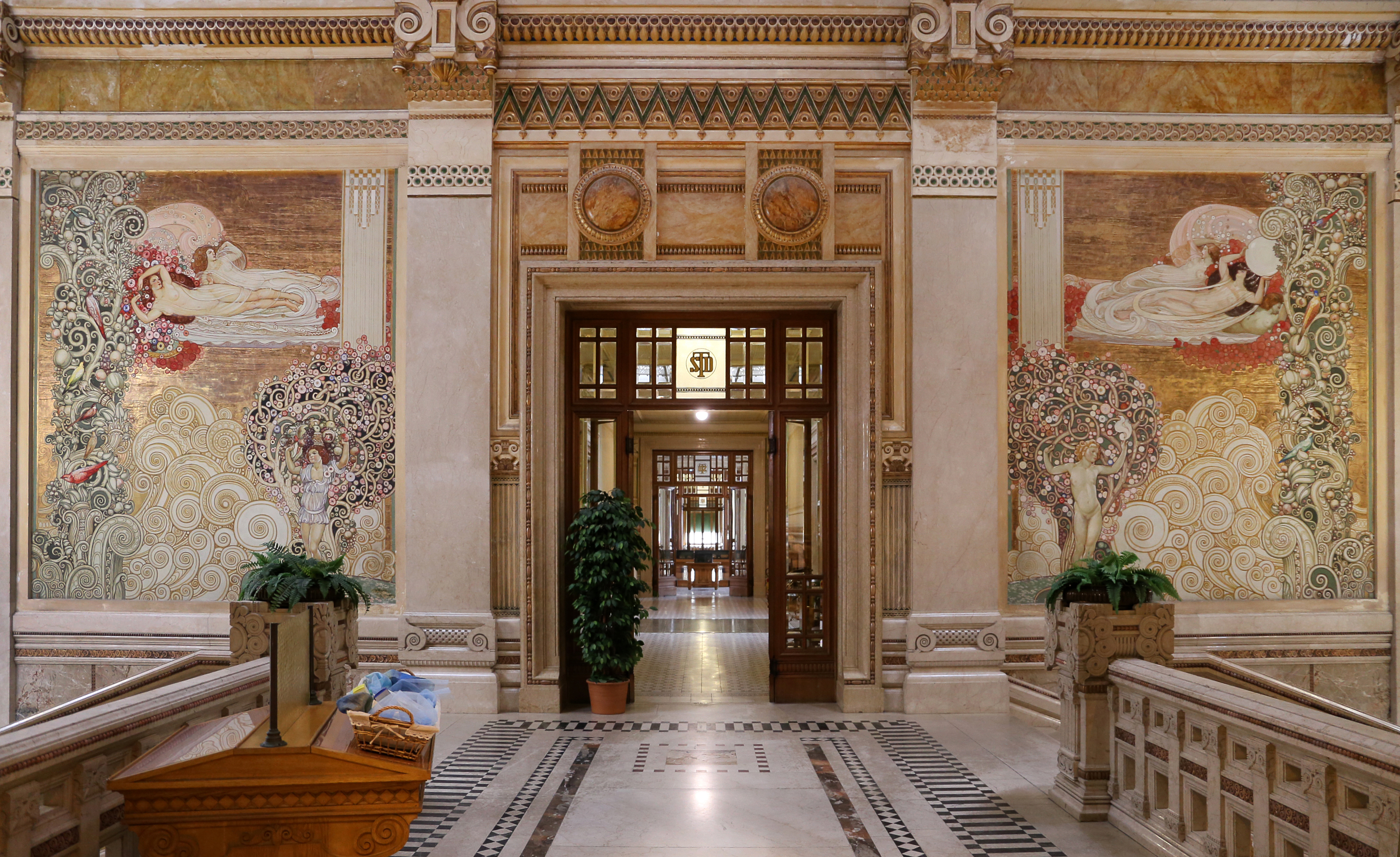
Frescos de otoño y primavera de Galileo Chinien Salsomaggiore (1922)

## Vidrio y cerámica
El vidrio y la cerámica fueron componentes importantes del estilo Liberty. El arte del vidrio italiano se inspira especialmente en la tradición del cristal de Murano, procedente de Venecia. Galileo Chini fue la figura dominante en cristalería y cerámica. Creó diseños florales decorativos que se produjeron en vidrieras, mayólicas o cerámica. En 1897 fundó la Sociedad Florentina de Artes Cerámicas, y entre 1902 y 1914 decoró los salones de la Bienal de Venecia. También se convirtió en presidente del departamento de decoración de la Academia Italiana de Bellas Artes. Fue llamado a Bangkok en 1911-13 para decorar la sala del trono del palacio real allí.  Las obras posteriores de Chini, con diseños más geométricos que naturales, mostraron la creciente influencia del estilo más geométrico de la Secesión de Viena y la obra de Gustav Klimt. 

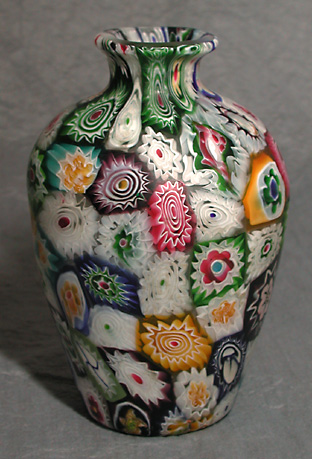
Jarrón de Fratelli Toso (hacia 1910) con un estilo floral más geométrico
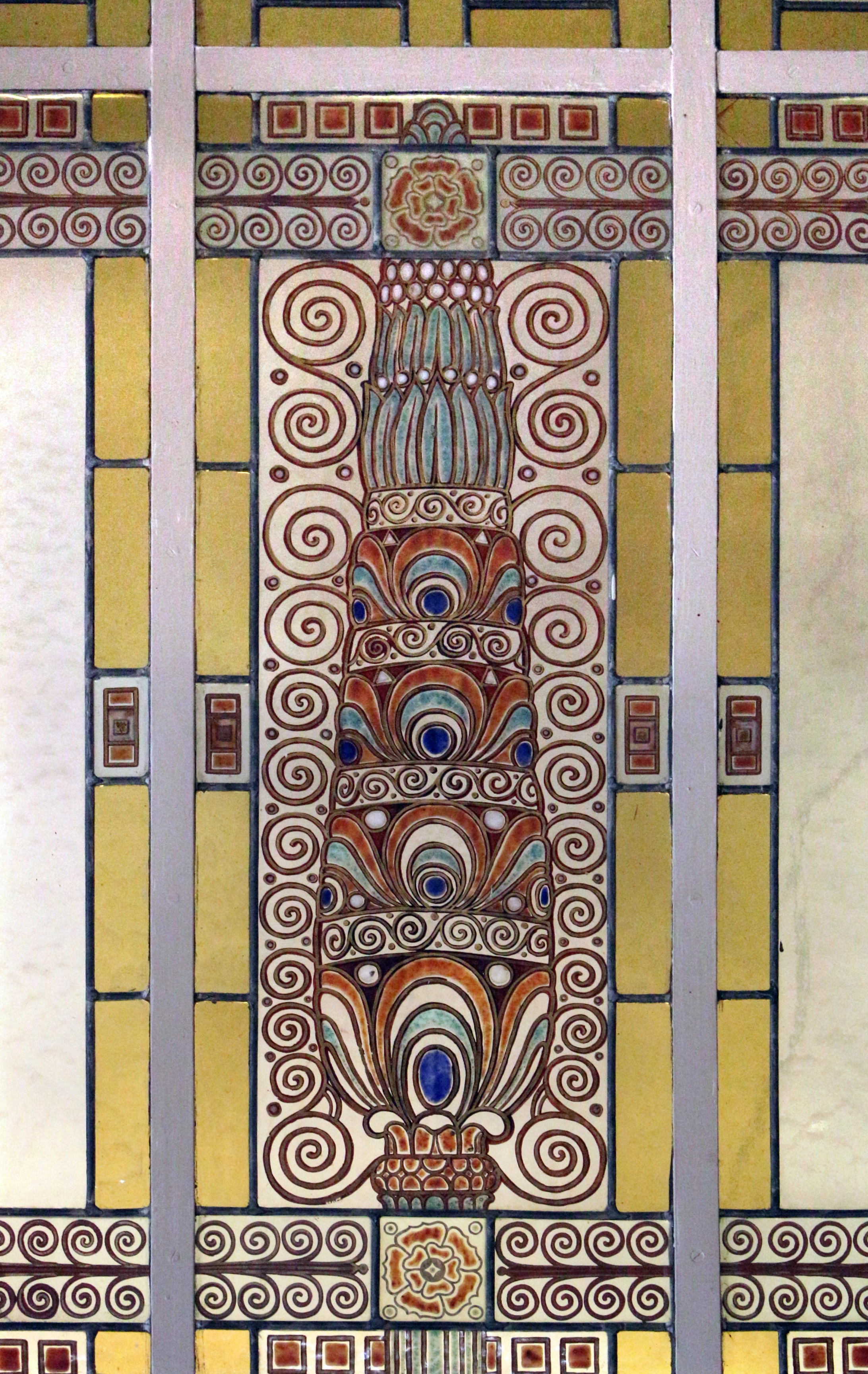
Decoración de azulejos cerámicos de Galileo Chini, con influencia de la Secesión de Viena
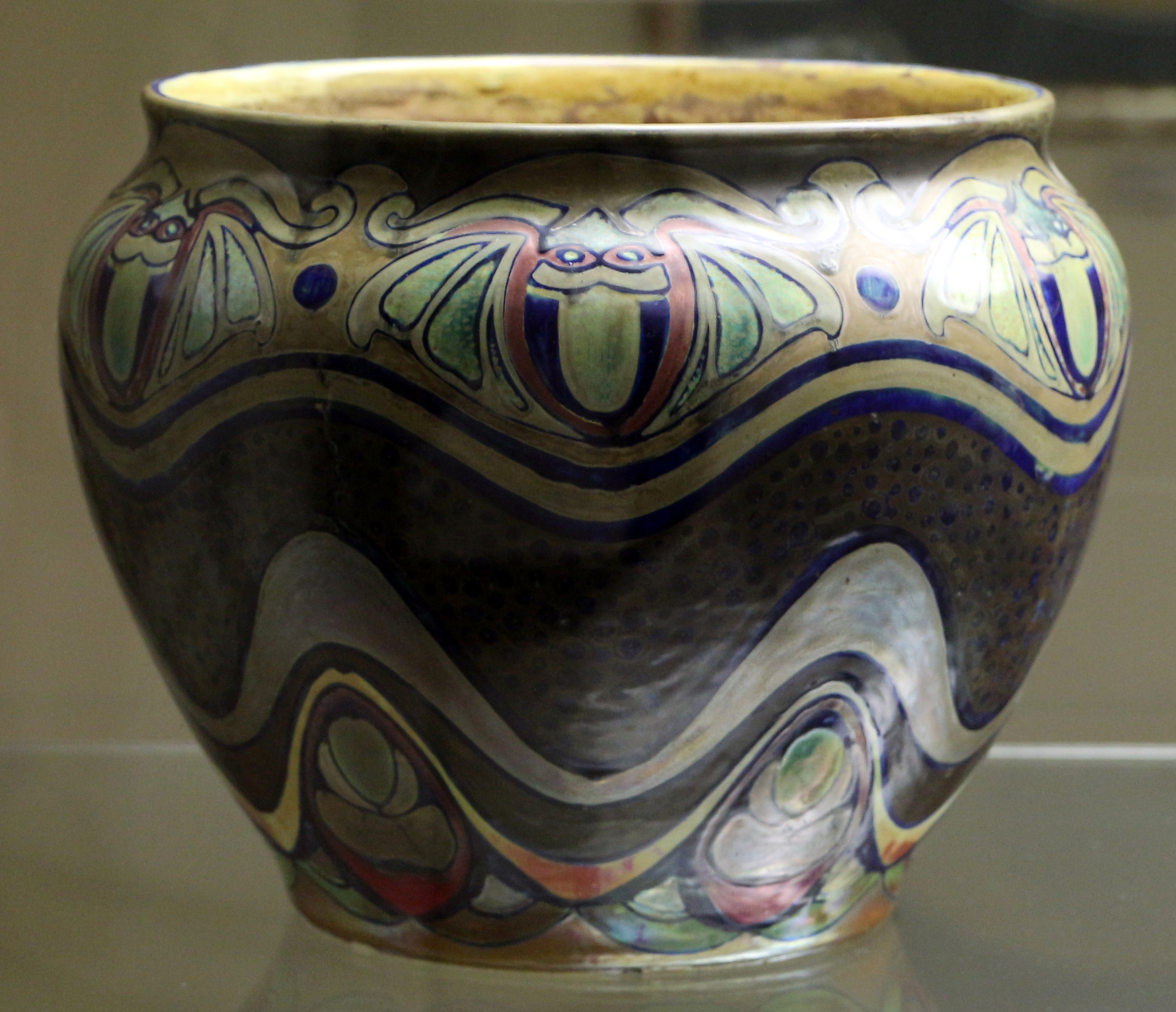
Jarrón de mayólica policromada del taller de Galileo Chini (1906-1911)

## Artes gráficas
Como en Francia y otras partes de Europa, el cartel y otras artes gráficas fueron un género importante del estilo Liberty, particularmente para los carteles de viajes. Leonetto Cappiello fue una figura importante en el estilo inicial, aunque se mudó a París y pasó la mayor parte de su carrera diseñando carteles y gráficos allí. Leonardo Bistolfi diseñó el cartel para la Prima Esposizione Internazionale d'Arte Decorativa Moderna, con la combinación de temas femeninos y florales propios del estilo temprano. 
En sus últimos años, el estilo Liberty en la gráfica y la pintura se alejó de los temas florales y femeninos hacia temas más modernistas, bajo la influencia del futurismo. El pintor y artista gráfico Umberto Boccioni se convirtió en una de las principales figuras del futurismo.

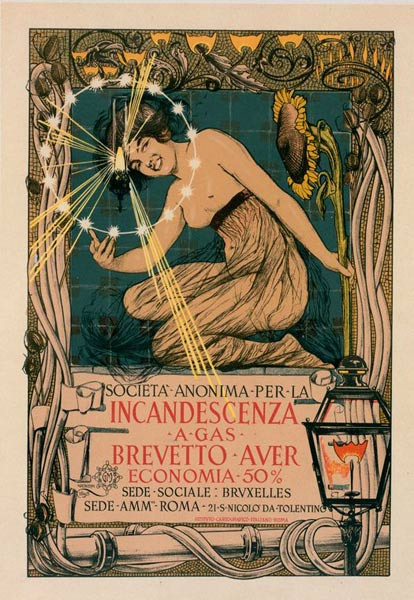
Cartel para lámparas de gas de Giovanni Mataloni (1896)
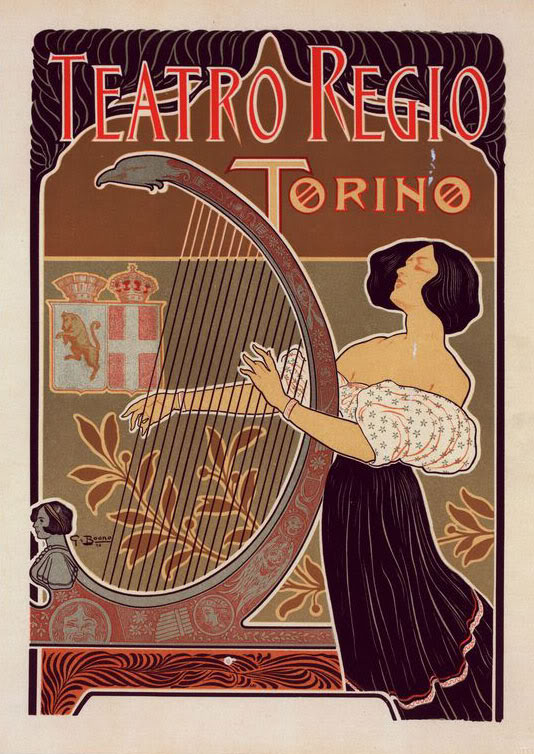
Cartel para el Teatro Regio de Giuseppe Boano (1898)
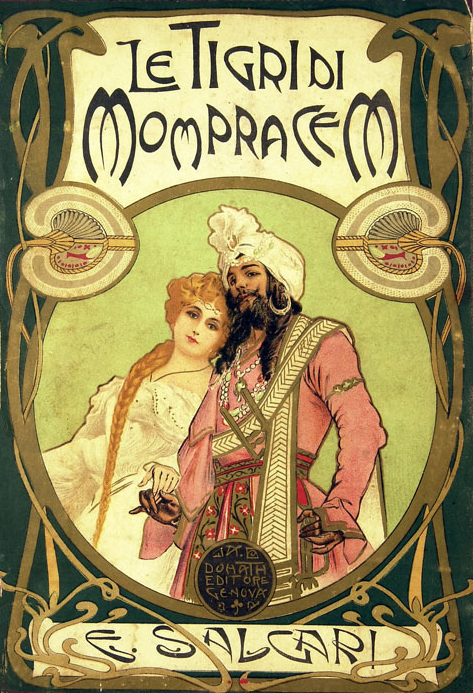
Portada del libro de Salgari, diseñada por Alberto Della Valle (1900)
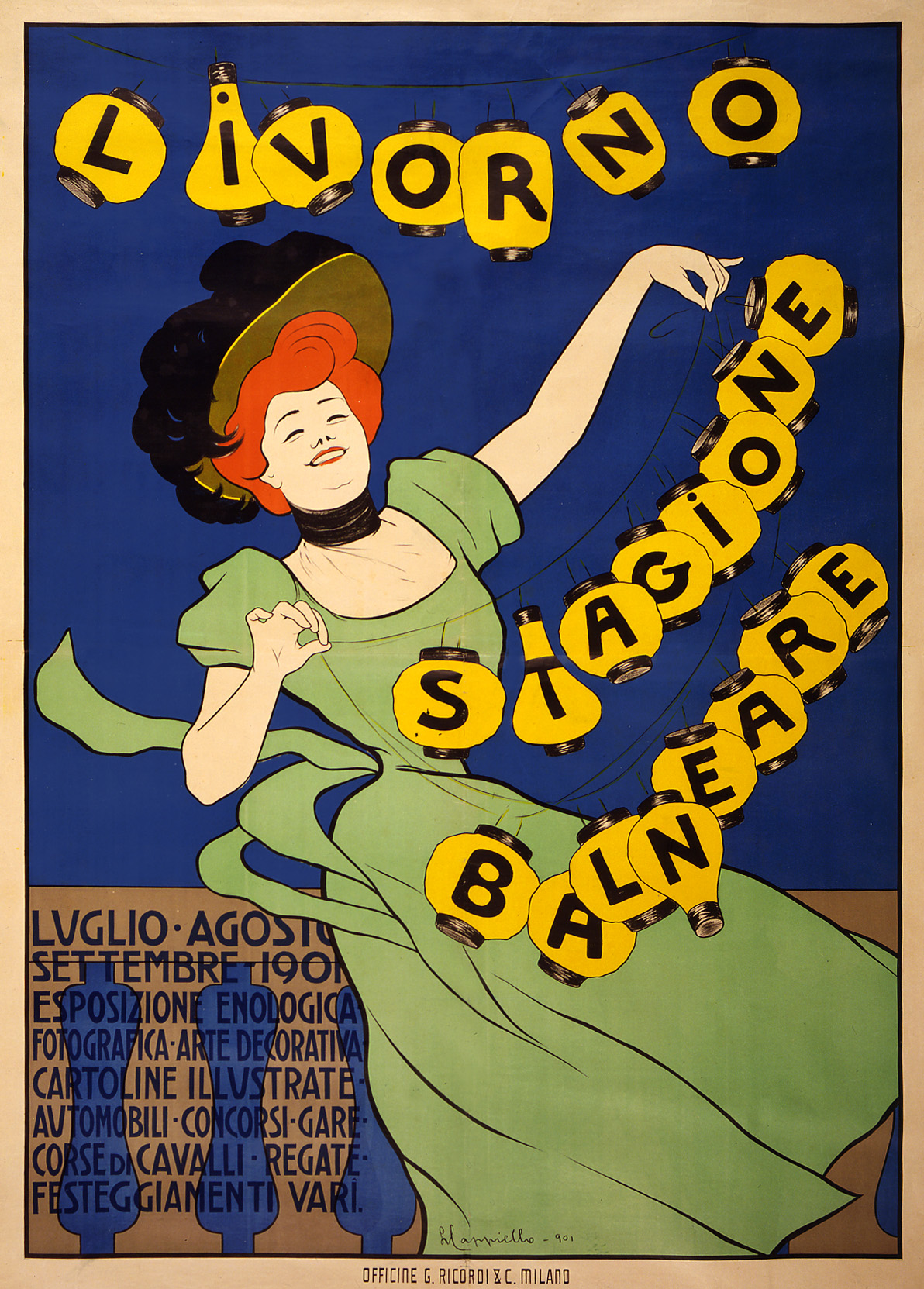
Cartel para las termas de Livorno de Leonetto Cappiello (1901)
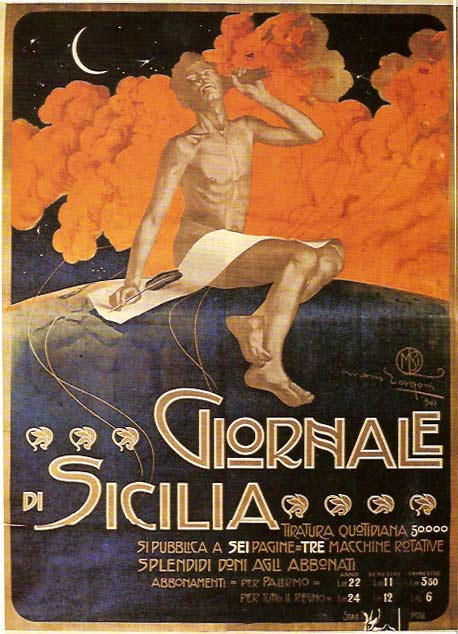
Cartel del Festival de Sicilia de Mario Borgoni (1903)
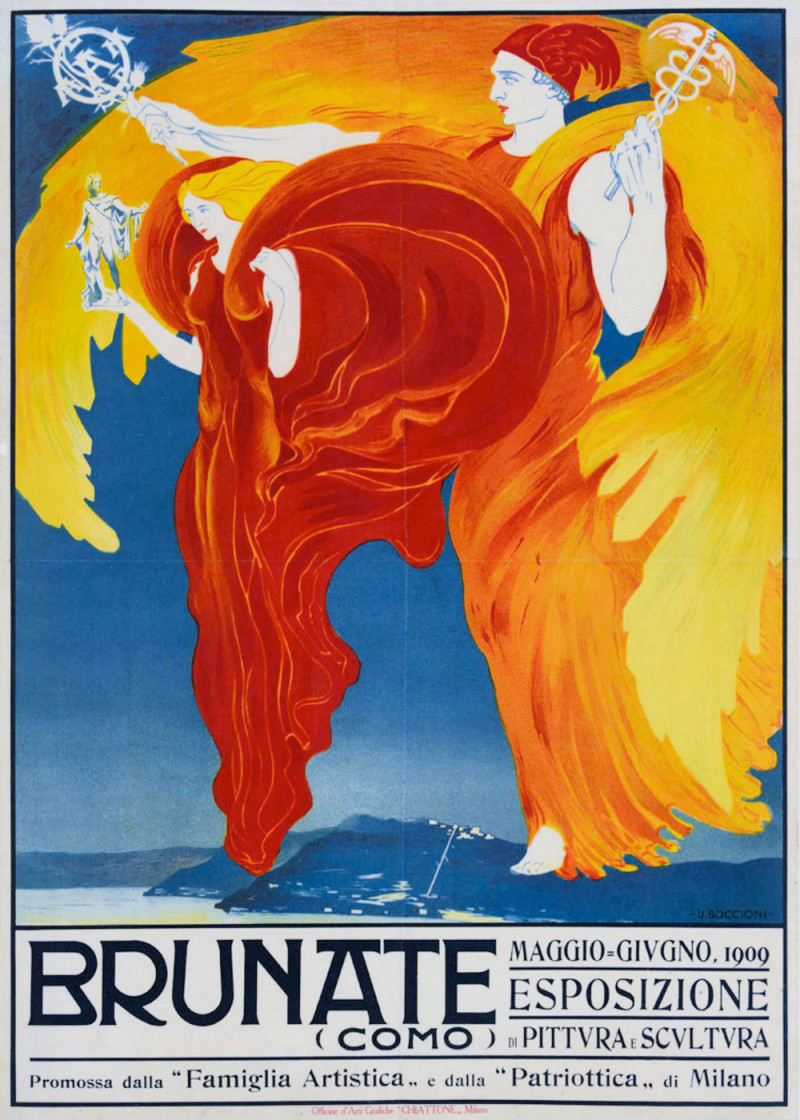
Cartel de Umberto Boccioni (1909)